# Comunidad Germanófona de Bélgica
La Comunidad Germanófona de Bélgica (en alemán: Deutschsprachige Gemeinschaft Belgiens) es una de las tres comunidades lingüísticas de Bélgica], cuyo territorio se sitúa al este del país, en la provincia de Lieja y en el distrito de Verviers, sen los cantones de Eupen y Sankt Vith. La Comunidad comprende los cantones del Este (excepto los municipios de Malmedy y de Waimes) que pertenecieron a Prusia de 1814 a 1918.
Con una superficie de 853,65 km² y una población de 74 169 habitantes (en enero de 2008), 17 % de la cual son extranjeros, es la más pequeña de las tres Comunidades de Bélgica; las otras dos son la Comunidad Francesa de Bélgica (llamada también «Comunidad Valona») y la Comunidad Flamenca.

## Historia
La zona conocida hoy como los Cantones del Este consiste en la comunidad de habla alemana y los municipios de Malmedy y Waimes (en alemán: Weismes), que pertenecen a la Región de Valonia. Los cantones del Este fueron parte de la Provincia del Rin de Prusia en Alemania hasta 1920 (con los distritos (Landkreise) de Eupen y Malmedy), pero fueron anexados por Bélgica tras la derrota de Alemania en la Primera Guerra Mundial y el posterior Tratado de Versalles.
También se les conoció como los rédimés cantones, «Cantones redimidos». El tratado de paz de Versalles exigía la consulta a la población local acerca de su futuro político. Este proceso no se realizó como un plebiscito con secreto del voto. En cambio, los ciudadanos locales que no estaban dispuestos a ser belgas y los que querían que la región siguiera siendo una parte de Alemania estaban obligados a registrarse con su nombre completo y dirección. De hecho, la administración militar belga, encabezada por Herman Baltia, impidió llevar a cabo de forma equitativa este «interrogatorio» y muchos vecinos temían represalias o hasta la expulsión.
A mediados de la década de 1920, hubo negociaciones secretas entre Alemania y el Reino de Bélgica, que parecía estar inclinado a vender la región de vuelta a Alemania como una forma de mejorar las finanzas de Bélgica, barajando un precio de 200 millones de marcos oro. En este punto, el gobierno francés, que temía por el orden completo de la posguerra, intervino en Bruselas y las conversaciones entre Bélgica y Alemania fueron canceladas. 
Los nuevos cantones habían sido parte de Bélgica por tan sólo 20 años cuando en 1940 fueron reintegrados por Alemania en la Segunda Guerra Mundial. La mayoría de las personas de los Cantones del Este recibieron con satisfacción el hecho, puesto que se consideraban alemanes. Después de la derrota de Alemania en 1945, los cantones volvieron a Bélgica, y como resultado de la supuesta colaboración con la Alemania nazi, se pensó en desgermanizar la población local por el Gobierno belga y las autoridades valonas, que finalmente no se llevó a la práctica.
A principios de 1960 Bélgica se divide en cuatro regiones lingüísticas: los neerlandeses en el área de habla flamenca, la zona de habla francesa, la capital bilingüe de Bruselas (de mayoría francesa) y la Comunidad germanófona de los cantones del este. En 1973, se formaron tres comunidades y tres regiones a las que se concedió la autonomía interna, creándose el Consejo de la Comunidad germanófona, Rat der Gemeinschaft Deutschsprachigen.
Hoy la Comunidad de habla alemana tiene un buen grado de autonomía, especialmente en el lenguaje y los temas culturales, pero todavía sigue siendo parte de la región de Valonia, de mayoría de habla francesa. Ha habido mucha discusión en los últimos años para que la Comunidad germanófona pueda convertirse también en una región separada, que es un proceso continuo que se inicia con la transferencia permanente (con previo acuerdo) de ciertas competencias en materia de política social, la conservación de sitios y monumentos, la política de protección del medio ambiente, el transporte, la financiación de los municipios, entre otros temas que actualmente controla la Región Valona. Uno de los defensores de la plena autonomía regional para la Comunidad de habla alemana es el actual ministro-presidente Karl-Heinz Lambertz, sobre todo en aspectos, como la autonomía regional para la ordenación del territorio, la construcción y la vivienda.

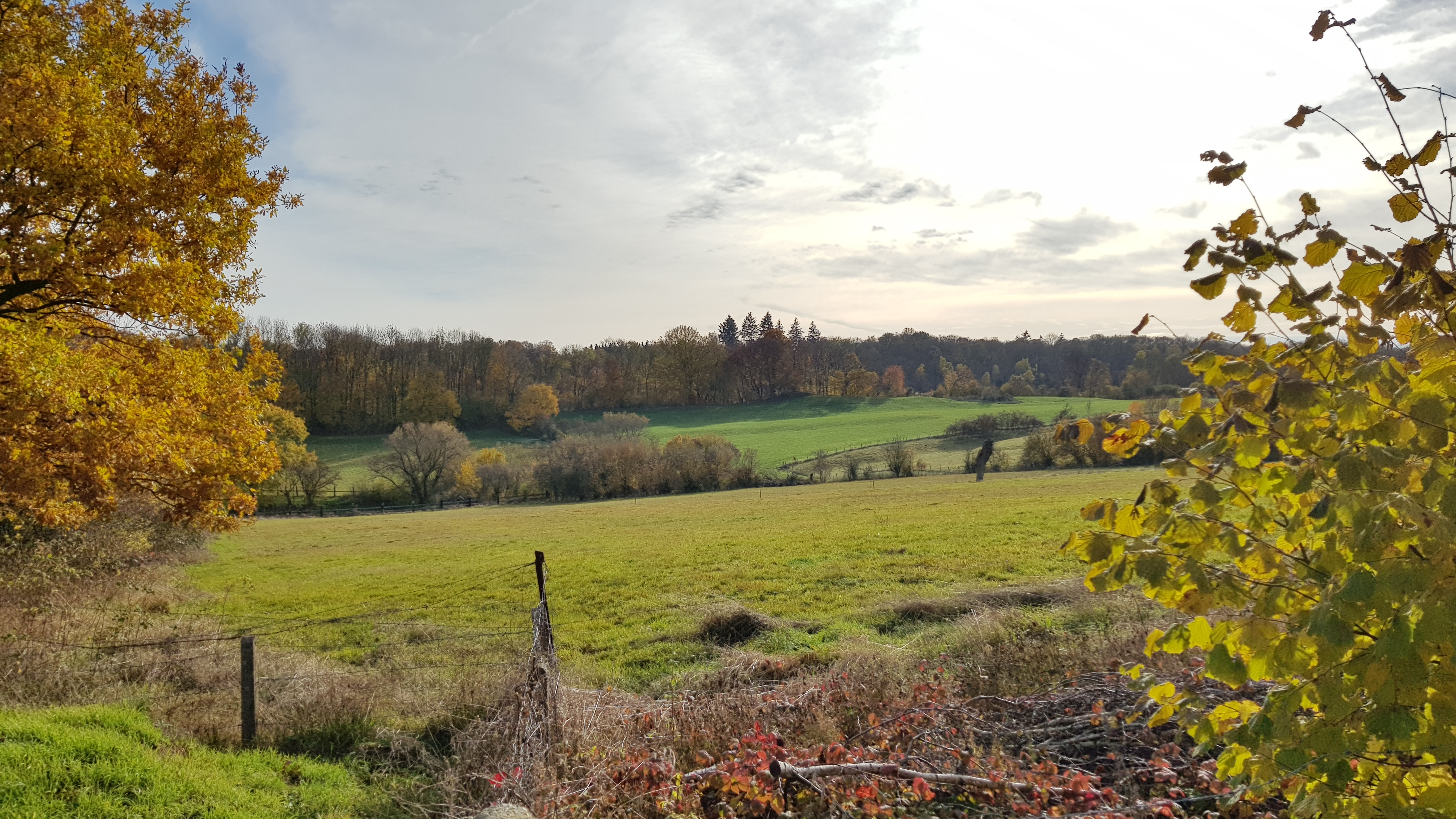
Lontzenerbachtal

## Geografía

### Ubicación
El territorio de la Comunidad germanófona limita al norte con el triángulo fronterizo Bélgica-Alemania-Países Bajos, al este con Alemania y al sur con Luxemburgo, y al oeste con el territorio de la Comunidad francesa de Bélgica.
Dentro de Bélgica, la Comunidad de habla alemana ejerce sus competencias políticas en el territorio germanófono, que comprende nueve municipios. Eupen es la sede del gobierno, el parlamento y el centro administrativo.
Los municipios de Malmedy y Weismes (Waimes franceses) pertenecen a la comunidad territorial de la Comunidad Francesa de Bélgica. La minoría alemana tiene allí sus propios derechos. Ocasionalmente, las nueve comunidades germanófonas, junto con las comunidades de Malmedy y Weismes, se denominan históricamente Bélgica Oriental o Cantones del Este debido a su pasado político común; anteriormente se llamaban también Eupen-Malmedy-St.
En marzo de 2017, el gobierno de la Comunidad germanófona decidió comercializar la zona en el futuro como Bélgica Oriental. De forma análoga al Tirol del Sur (oficialmente: Región Autónoma de Bolzano - Tirol del Sur), el nombre de Comunidad germanófona de Bélgica se seguirá utilizando en los documentos oficiales, en la presentación exterior, en Internet y en los carteles oficiales del ministerio, del gobierno y del parlamento.

### Clima
En la Comunidad germanófona impera un clima oceánico templado, clasificado según la clasificación climática de Köppen como Cfb. Esta clasificación se caracteriza por inviernos suaves, veranos moderados y precipitaciones abundantes durante todo el año. La región está especialmente influida por su altitud, que a menudo supera los 600 metros, lo que provoca variaciones que difieren de las condiciones climáticas generales de Bélgica.

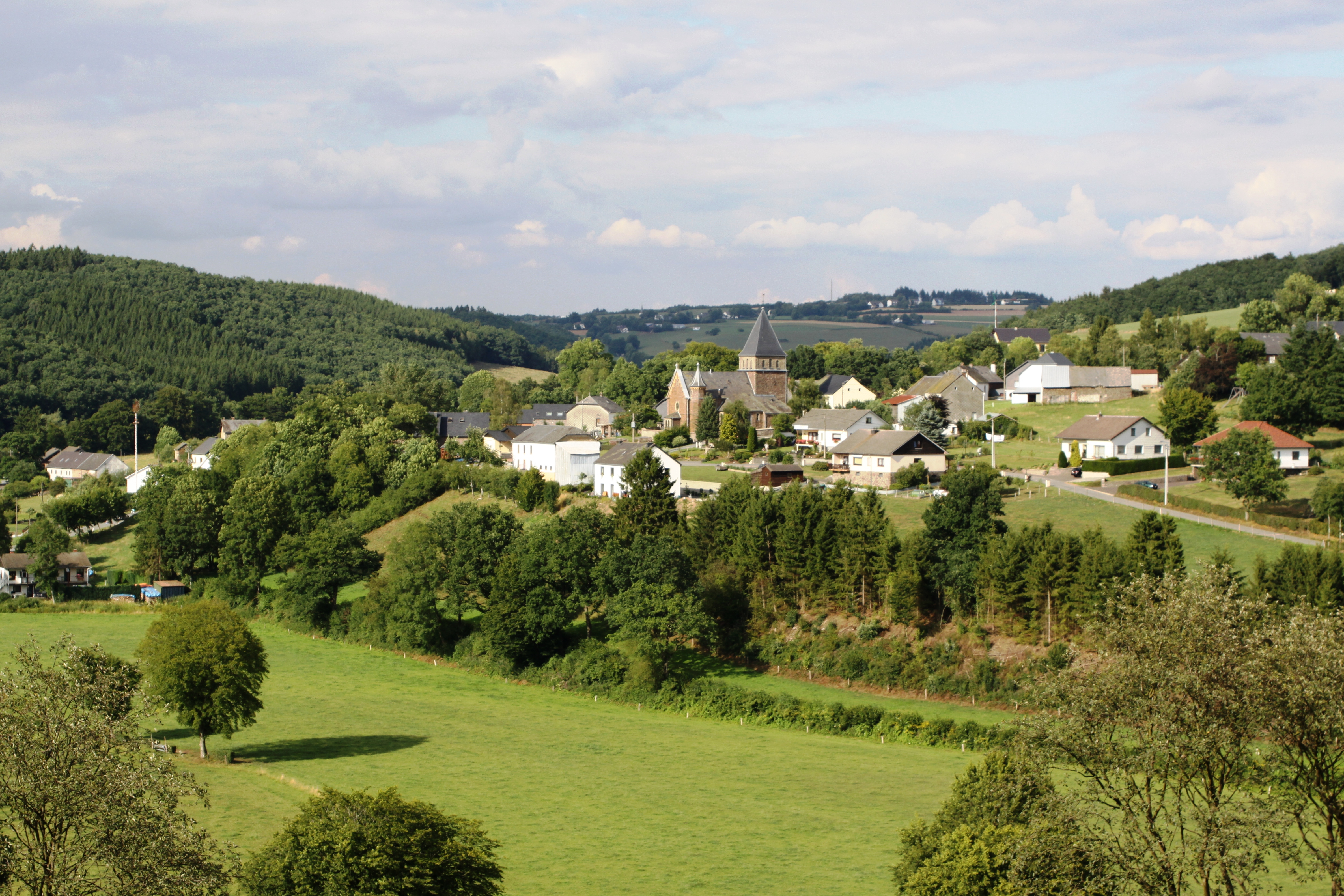
Steffeshausen

La temperatura media anual en la Comunidad germanófona oscila entre 7 °C y 10 °C aproximadamente.
El invierno: Los inviernos pueden ser fríos, sobre todo en las zonas más elevadas, donde las temperaturas pueden descender por debajo del punto de congelación. Las temperaturas medias invernales suelen oscilar entre −1 °C y 3 °C (30 °F y 37 °F). Las nevadas son frecuentes, sobre todo en las zonas montañosas, lo que puede transformar la región en un paraíso invernal y ofrecer oportunidades para practicar deportes de invierno.
Verano: Los veranos suelen ser de moderados a cálidos, con temperaturas medias que oscilan entre los 15 °C y los 25 °C (59 °F y 77 °F). Los meses más cálidos atraen visitantes a la región, que disfrutan de la exuberante vegetación y de diversas actividades recreativas al aire libre en el pintoresco paisaje.
La región registra abundantes precipitaciones a lo largo del año, con una media anual de entre 800 y 1.200 milímetros. Las precipitaciones se distribuyen de forma relativamente uniforme, aunque a finales de la primavera y en los meses de verano pueden aumentar debido a las tormentas convectivas.
Estación húmeda: El final de la primavera (de mayo a junio) y el otoño (de septiembre a noviembre) suelen registrar las mayores precipitaciones, lo que contribuye a la rica biodiversidad y a los suelos fértiles que sustentan las prácticas agrícolas.

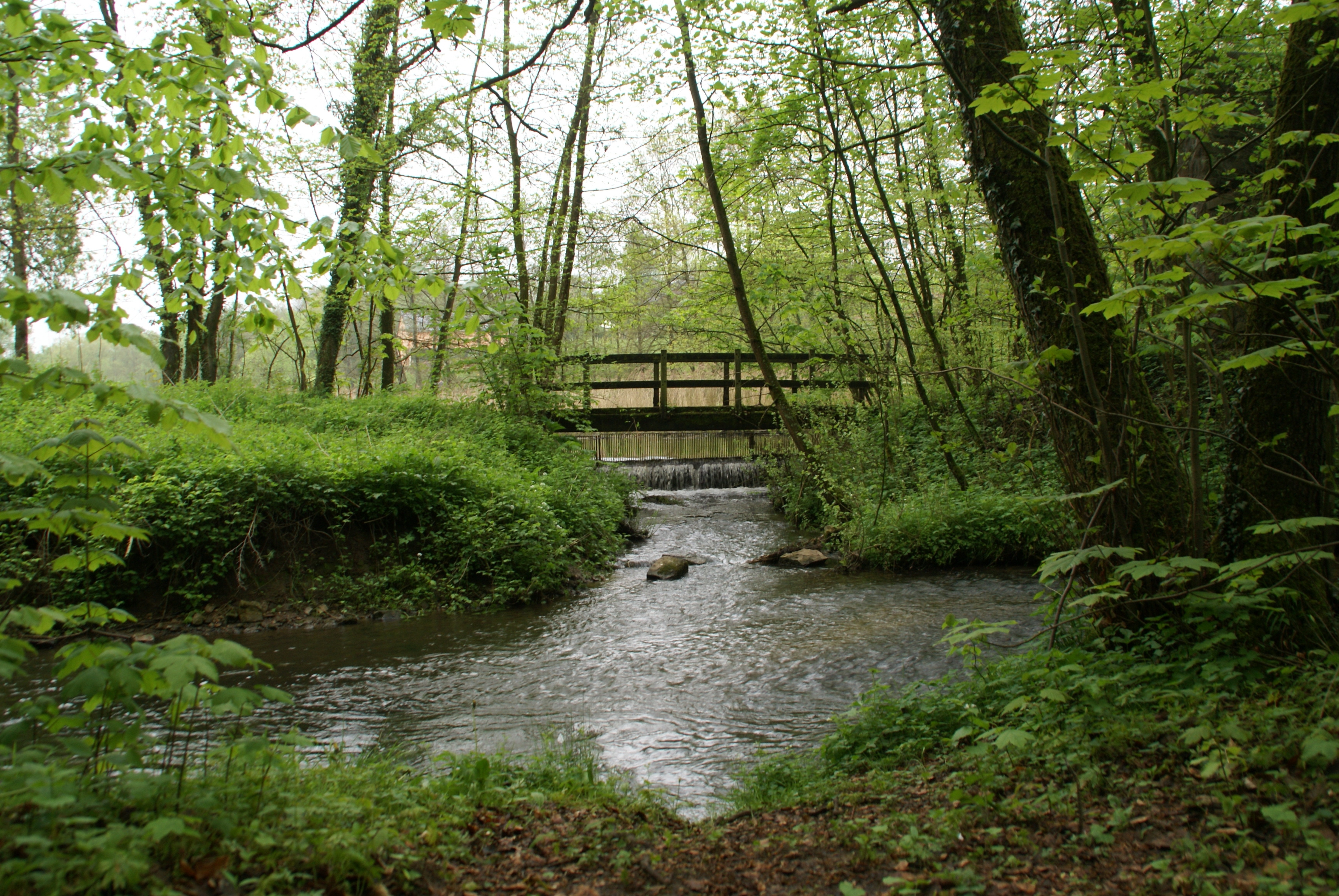
Kelmis

Humedad: La Comunidad germanófona suele tener niveles de humedad de moderados a altos, sobre todo en los meses de verano. Esto puede crear una sensación de calor durante los días más calurosos y realza la exuberante vegetación de la región.
Debido a las diferentes elevaciones y accidentes geográficos, el clima de la Comunidad germanófona puede crear varios microclimas dentro de la región. Los factores que influyen en estos microclimas son los siguientes:
La altitud: Las zonas más elevadas suelen experimentar temperaturas más frescas y mayores precipitaciones, mientras que los valles pueden tener condiciones ligeramente más cálidas y secas.
Vegetación: Los densos bosques, formados principalmente por hayas, abetos y píceas, pueden crear ambientes sombreados y húmedos, lo que influye en los niveles locales de humedad y temperatura.
Suelo: los diversos tipos de suelo de la región, derivados de su geología, pueden influir en las condiciones climáticas locales al afectar a la retención de humedad y el drenaje. Esto es especialmente relevante para la agricultura y la biodiversidad.
Las condiciones climáticas de la Comunidad germanófona desempeñan un papel vital en la configuración de sus prácticas agrícolas. Los suelos fértiles, enriquecidos por las precipitaciones y la vegetación de la región, sustentan diversos cultivos, como la cebada, el centeno y la patata. El clima templado también favorece la ganadería, sobre todo la de vacuno de leche, bien adaptada a las difíciles condiciones invernales de la región.

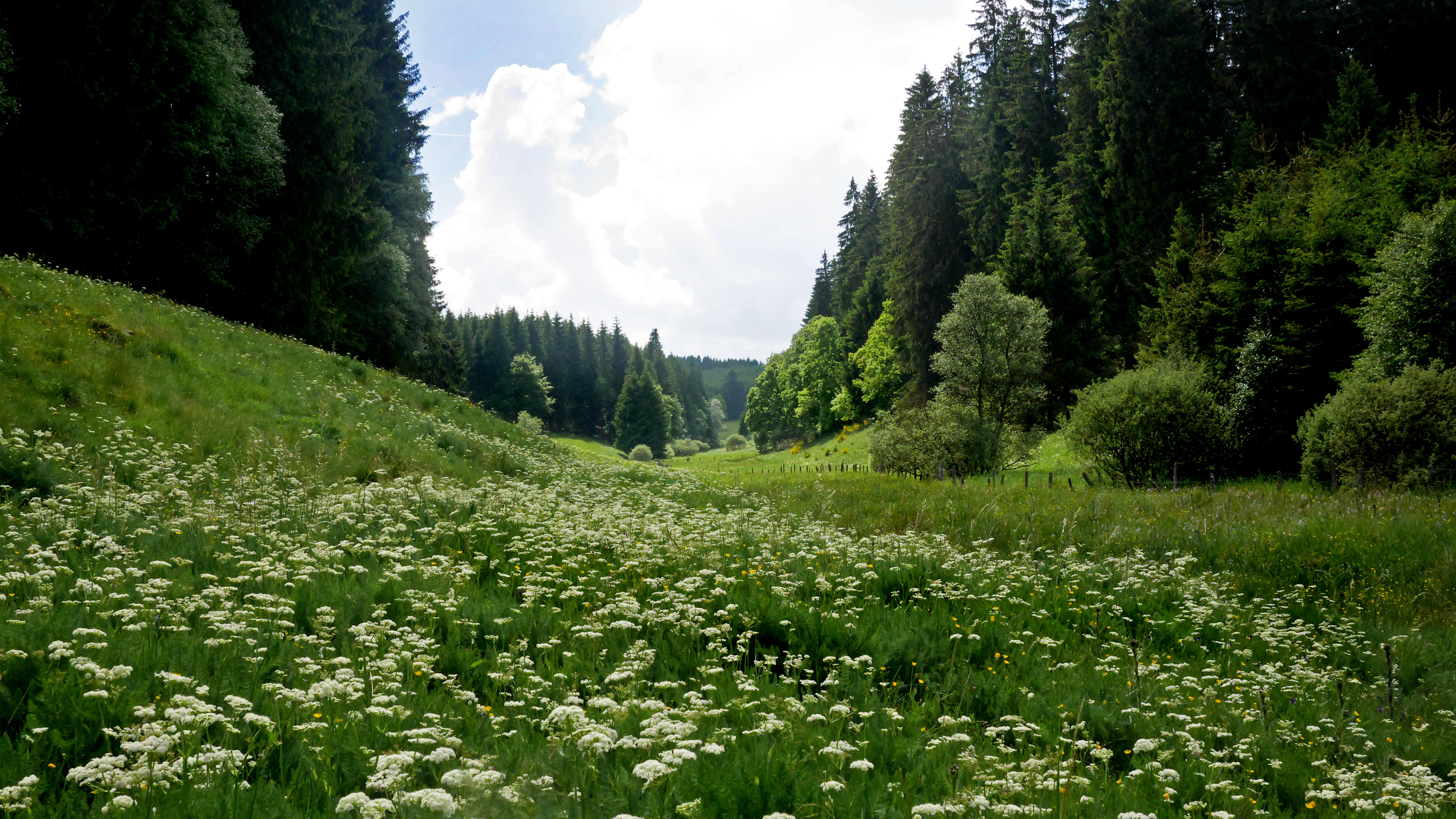
Un bosque de la Comunidad

Un sector emergente en la región es el agroturismo, que aprovecha la belleza paisajística de la zona junto con la producción local de alimentos, promoviendo prácticas sostenibles y el aprecio por el patrimonio local.

### Geología
La Comunidad germanófona de Bélgica, situada al este del país, es una región pequeña pero diferenciada que abarca aproximadamente 854 kilómetros cuadrados. Enclavada en las estribaciones de las Ardenas, cerca de las fronteras con Alemania y Luxemburgo, esta zona es rica en patrimonio cultural, historia y, sobre todo, diversidad geológica. La geología de esta región es crucial no sólo para comprender el paisaje natural, sino también para apreciar la influencia de las características geológicas en los asentamientos humanos, la agricultura y la gestión de los recursos.
La Comunidad germanófona de Bélgica se caracteriza predominantemente por sus rocas sedimentarias, resultado de una compleja historia geológica que se remonta a la era paleozoica, hace aproximadamente entre 540 y 250 millones de años. A grandes rasgos, la geología de la región puede dividirse en varias unidades estratigráficas clave:

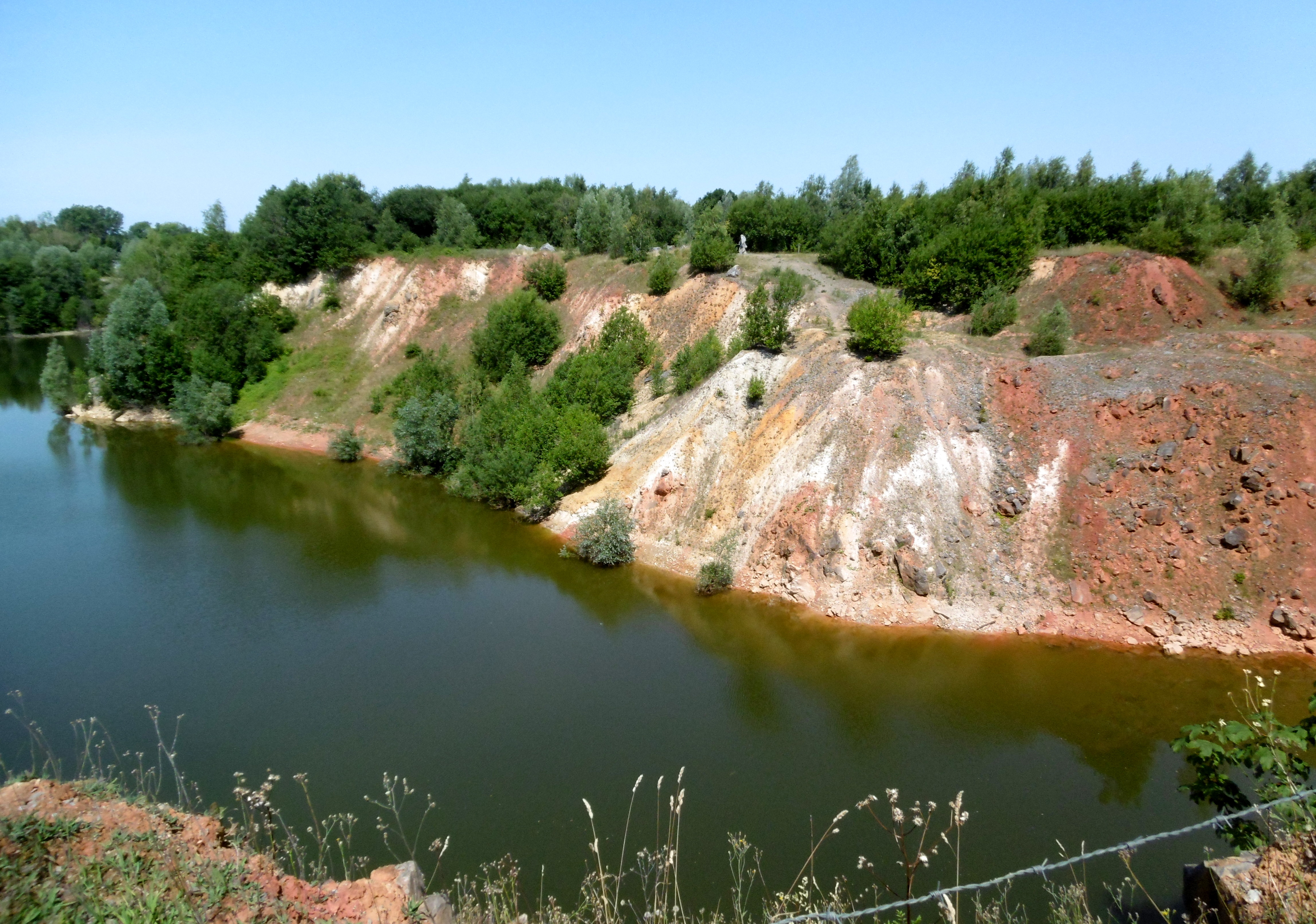
Cantera de Rotsch en Walhorn

Rocas sedimentarias: La región presenta importantes depósitos de rocas sedimentarias, en particular arenisca, pizarra y caliza, que se formaron en antiguos entornos marinos. Las capas sedimentarias ilustran una historia de climas cambiantes, desde transgresiones marinas poco profundas hasta condiciones marinas profundas.
Rocas carboníferas: La característica geológica más destacada de la región es la presencia de rocas carboníferas, que abundan en la zona. Estas antiguas formaciones rocosas consisten principalmente en areniscas, conglomerados, pizarras y filones de carbón. Los depósitos carboníferos se formaron durante un periodo caracterizado por extensos bosques y condiciones pantanosas, que contribuyeron a la acumulación de materia orgánica y, en última instancia, a la formación de carbón.
Rocas del Devónico y el Silúrico: En la región también se pueden encontrar capas más antiguas, inclusive rocas de los periodos Devónico y Silúrico. Estas formaciones consisten sobre todo en sedimentos marinos que han sido levantados y erosionados, mostrando una vida marina fosilizada, como corales y trilobites, lo que indica la rica historia paleontológica de la zona.
El paisaje de la Comunidad germanófona está marcado por una variedad de accidentes geográficos resultantes de una combinación de actividad tectónica, erosión y sedimentación. Entre las principales características se incluyen:

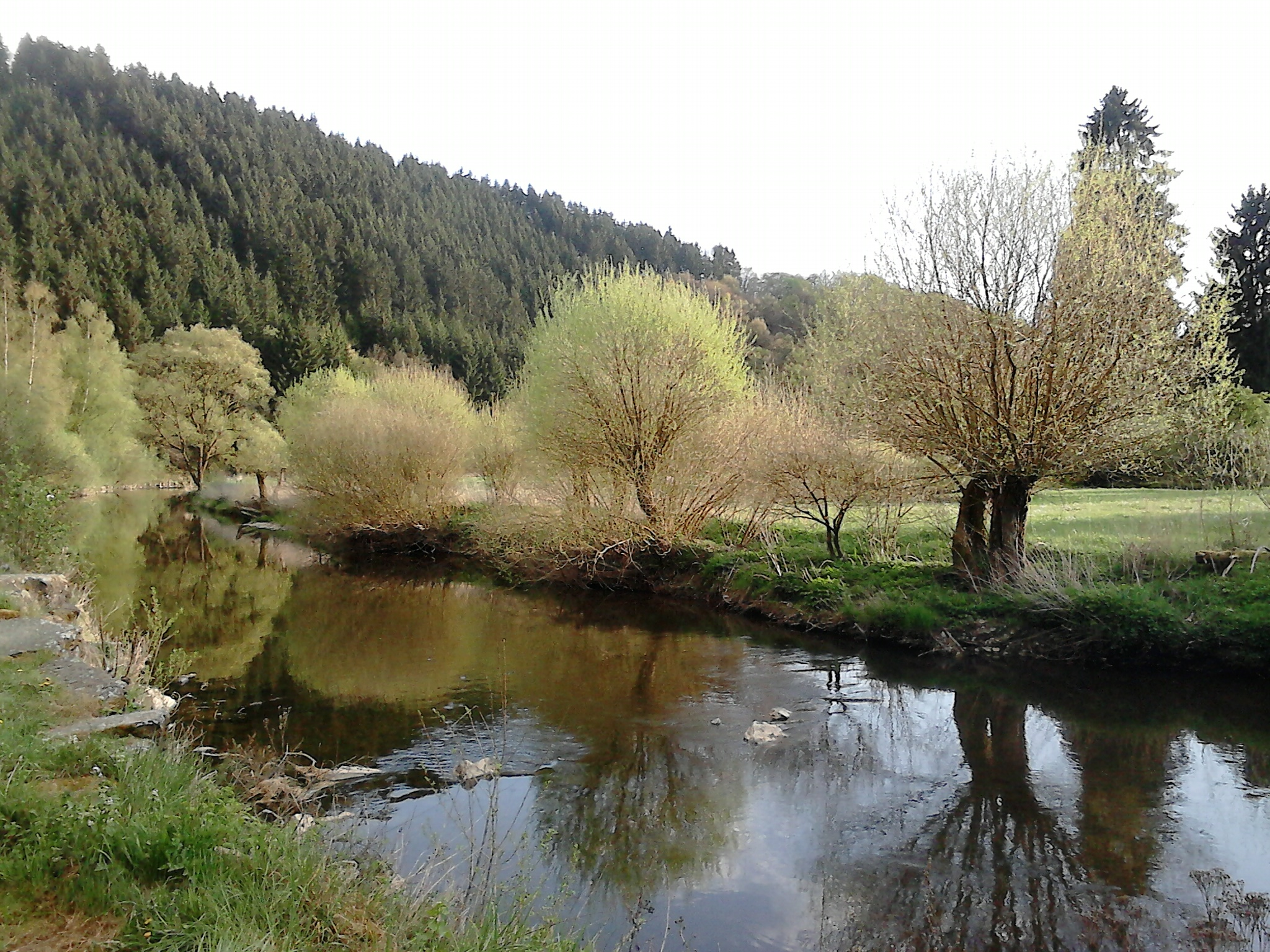
Río Our

Sistemas de valles: La región se caracteriza por numerosos valles fluviales, en particular los formados por los ríos Ourthe y Mosa. La erosión de estos ríos ha modelado el paisaje, creando valles escarpados, acantilados y gargantas.
Regiones montañosas: Comprende varias regiones de tierras altas, con elevaciones que varían a lo largo del paisaje, dando lugar a la formación de mesetas y colinas. Las zonas más elevadas, compuestas ante todo de arenisca y limolita, albergan ecosistemas y biodiversidad únicos.
Paisajes kársticos: En algunas zonas calizas se ha desarrollado una topografía kárstica caracterizada por la presencia de dolinas, cuevas y arroyos subterráneos. La disolución de rocas solubles ha creado intrincados sistemas de cuevas, importantes tanto para la ecología como para el turismo.
La composición geológica de la Comunidad germanófona también tiene implicaciones para la economía local. Históricamente, la minería del carbón desempeñó un papel crucial en el desarrollo de la región, impulsada por los ricos yacimientos carboníferos. Aunque la minería del carbón ha disminuido en las últimas décadas, se siguen extrayendo otros recursos minerales, como la piedra caliza y los áridos para la construcción y la industria.
Además, los yacimientos de piedra caliza sustentan un próspero sector agrícola, con suelos fértiles que permiten el cultivo de cosechas y el pastoreo del ganado. La interacción entre geología y agricultura configura los sistemas alimentarios y el paisaje económico de la comunidad.

## Política y Gobierno
Como las otras comunidades, tiene competencias en los ámbitos de la enseñanza, cultura, investigación, asistencia sanitaria, ayuda a la juventud y deportes. Todas las demás competencias pertenecen al Estado federal o a la Región Valona, donde también hay insertos municipios germanófonos.
Se han transferido algunas competencias de la Región Valona a la Comunidad germanófona a partir del 1 de enero del 2005, a saber:
- la construcción de iglesias
- la tutela sobre los municipios y las zonas de policía de la Comunidad germanófona
- la financiación de los municipios (el fondo de los municipios y los trabajos subvencionados)

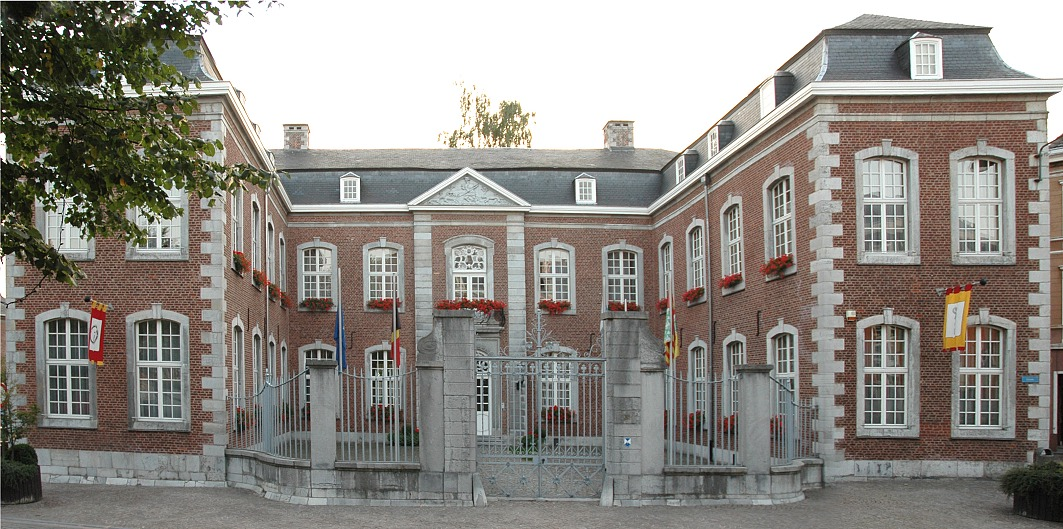
Sede del gobierno de la Comunidad germanófona.

- los entierros y sepulturas.

### Poder ejecutivo
El poder ejecutivo (Exekutive der Deutschsprachigen Gemeinschaft) es ejercido por el Gobierno de la Comunidad germanófona como Gubernativo y el Ministerio de la Comunidad germanófona de Bélgica como Administrativo. Actualmente, el gobierno de la Comunidad germanófona está formado por una coalición de tres partidos (ProDG, SP y PFF).
El gobierno (Regierung) está compuesto por un primer ministro (Ministerpräsidenten) y, actualmente, por otros tres miembros. Las principales competencias del gobierno son la elaboración de decretos y la ejecución de los decretos aprobados en el parlamento de la DG. Además, el Gobierno elabora y coordina las políticas de la Comunidad, dirige las relaciones exteriores dentro de sus competencias y organiza la administración de la DG.
El Gobierno es el único responsable ante el Parlamento de la Comunidad germanófona. Éste puede exigir la presencia del Gobierno y dar o retirar su confianza.
Con motivo de la creación de las comunidades culturales a través de la primera reforma del Estado en 1970 y de la primera transformación de Bélgica en un Estado federal, se creó también un Consejo de la Comunidad Cultural Alemana (RdK) compuesto a nivel del área lingüística alemana de Bélgica mediante elecciones directas (la primera elección tuvo lugar el 10 de marzo de 1974) y que se considera el precursor del actual Parlamento de la Comunidad germanófona.
Sin embargo, la RdK, que podía votar sus propias ordenanzas en el ámbito de la cultura, pero no estaba (todavía) autorizada a aprobar normas con fuerza de ley, ni disponía entonces de un ejecutivo propio. Así, se produjo una situación peculiar en la que un organismo de un Estado miembro elegido directamente podía crear un marco prescriptivo, pero la ejecución de este marco seguía siendo responsabilidad de la autoridad federal, el gobierno nacional de la época. Aunque el gobierno nacional incluía a algunos funcionarios de la parte germanófona del país (el llamado "Gabinete de Bélgica Oriental"), los ministros de este gobierno no eran responsables ante los consejos de las comunidades culturales, sino sólo ante el parlamento nacional.
El primer gobierno de la Comunidad germanófona, entonces llamado Ejecutivo, no se creó hasta el 31 de enero de 1984. De hecho, en la segunda reforma del Estado de 1980, las comunidades culturales se transformaron en comunidades con poderes legislativos propios. La creación de órganos ejecutivos especiales, elegidos por los Consejos Comunitarios y dependientes de ellos, se hizo así inevitable, de modo que la Comunidad germanófona recibió también su propio ejecutivo tras la aprobación de las llamadas Leyes de Bélgica Oriental.
El ejecutivo recibió finalmente la denominación de "Gobierno de la Comunidad germanófona" mediante la revisión constitucional de 1993 realizada con motivo de la cuarta reforma del Estado.

### Poder legislativo
El poder legislativo está formado por el Parlamento de la Comunidad germanófona (Parlament der Deutschsprachigen Gemeinschaft), compuesto por 25 representantes que son elegidos directamente por la población para un mandato de cinco años.
El PDG nombra a un senador comunitario que representa a la Comunidad germanófona a nivel federal en el Senado. Este cargo lo ocupa actualmente Alexander Miesen (PFF). Los textos legislativos se denominan decretos (Dekrete). El presidente del Parlamento (Präsident des Parlaments) fue Ferdel Schröder (PFF) hasta su fallecimiento el 4 de enero de 2013, a quien le sucedió Alexander Miesen (PFF) en enero de 2013. Tras las elecciones de 2014, Miesen fue sucedido por el exministro-presidente de la DG Karl-Heinz Lambertz (SP).

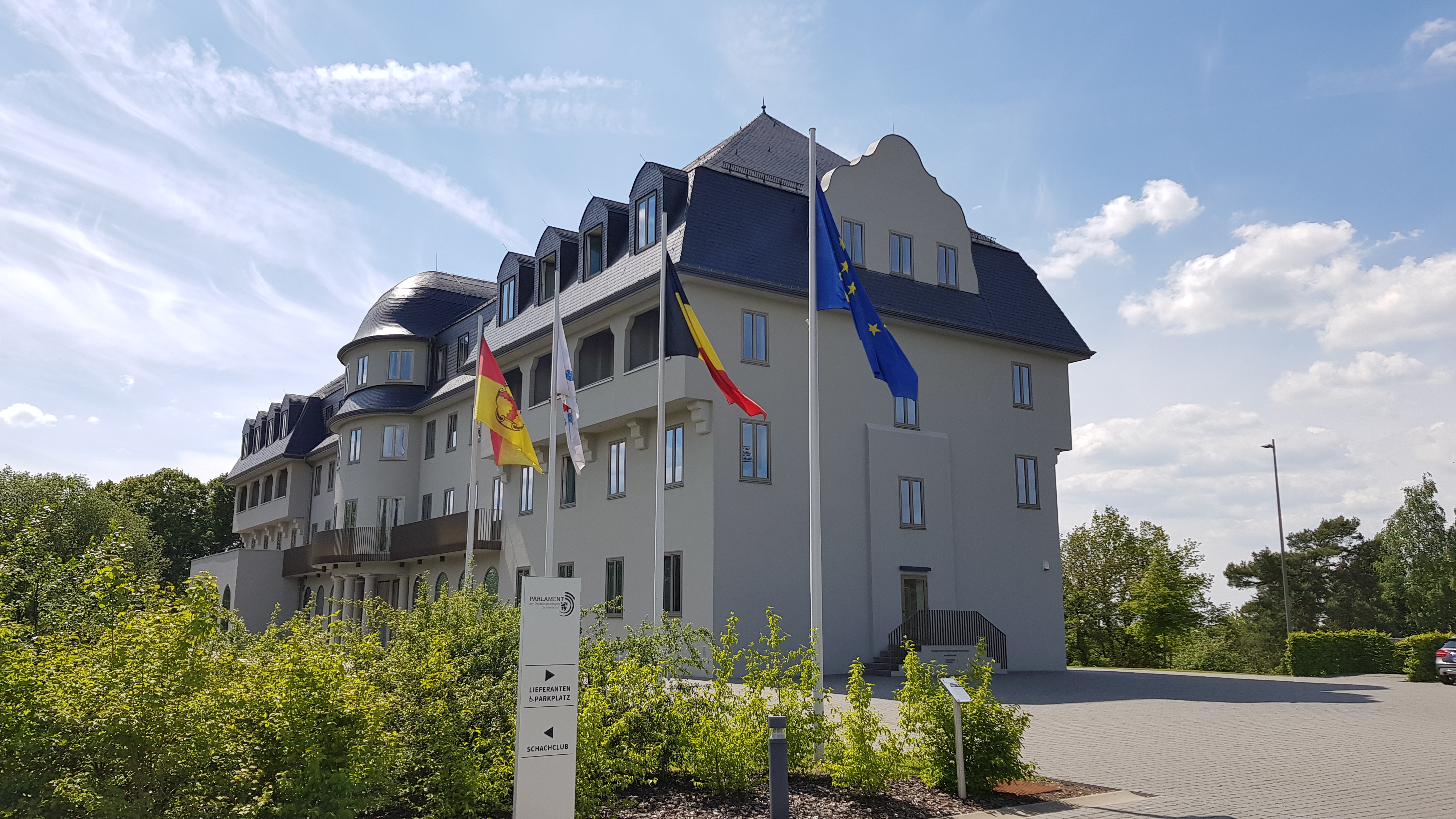
Nuevo edificio del Parlamento de la Comunidad germanófona de Bélgica (Eupen)

Además de los 25 diputados con derecho a voto, los miembros electos de habla alemana de otros niveles de decisión (actualmente un diputado de la Cámara, un representante del Parlamento Europeo, dos diputados regionales y seis consejeros provinciales) pertenecen al Parlamento con carácter consultivo.
Al adoptarse una nueva legislación sobre el uso de la lengua en asuntos administrativos en Bélgica y la creación concomitante del área lingüística alemana, se puso la primera piedra en 1962-1963 para el posterior surgimiento de la Comunidad germanófona.
A raíz de la primera reforma del Estado en 1968-1971, la comunidad cultural alemana, como se llamaba aún entonces la comunidad germanófona, recibió su propia representación popular, el Consejo de la Comunidad Cultural Alemana (RdK). Sin embargo, como precursor del parlamento actual, éste sólo estaba facultado para ejercer decretos, es decir, decisiones jurídicas sin valor legislativo, en el marco de la legislación cultural nacional. La primera reunión de la RdK tuvo lugar el 23 de octubre de 1973, mientras que la primera elección directa del Consejo de la Comunidad Cultural Alemana se celebró el 10 de marzo de 1974. La RdK fue, pues, la primera asamblea constituyente de Bélgica compuesta por diputados elegidos directamente. De hecho, los consejos de las comunidades culturales flamenca y francesa -hoy Comunidad Flamenca y Comunidad Francesa- sólo estaban compuestos por mandatarios elegidos indirectamente, es decir, los respectivos miembros flamencos y francófonos de la Cámara y el Senado. Sin embargo, en aquella época no existía un ejecutivo de habla alemana independiente.
La segunda gran reforma del Estado de 1980-1983 otorgó a la comunidad germanófona competencias por decreto en asuntos culturales y personales, así como en las relaciones intercomunitarias e internacionales. Al mismo tiempo, se estableció un gobierno separado (entonces ejecutivo) de la Comunidad germanófona. Desde entonces, también se le permite ejercer competencias regionales de acuerdo con la Región Valona. Mediante una ley de 31 de diciembre de 1983, la comunidad cultural se convirtió finalmente en una comunidad. Como resultado, el 30 de enero de 1984 se estableció el recién creado Consejo de la Comunidad Germanófona (RDG), que eligió el primer gobierno comunitario ese mismo día.
Una modificación de la Constitución belga, el 9 de julio de 2004, hizo que todos los anteriores consejos regionales y comunitarios de Bélgica pasaran a llamarse "Parlamento" (Parlament).

### Municipios
El territorio de la Comunidad germanófona limita al norte con la frontera que forma un triángulo Alemania-Bélgica-Países Bajos, al este con la República Federal de Alemania y al sur con el Gran Ducado de Luxemburgo.
En Bélgica, la Comunidad de habla alemana ejerce sus poderes políticos en los siguientes nueve municipios:
| Número | Nombre       | Área (km²) | Población (2008) | Notas                                                                 |
| ------ | ------------ | ---------- | ---------------- | --------------------------------------------------------------------- |
| 1      | Eupen        | 103,74     | 18.408           | Centro administrativo y sede del Gobierno de la Comunidad germanófona |
| 2      | Kelmis       | 18,12      | 10.566           | (fr. La Calamine)                                                     |
| 3      | Lontzen      | 28,82      | 5.267            |                                                                       |
| 4      | Raeren       | 74,21      | 10.312           |                                                                       |
| 5      | Amel         | 125,15     | 5.345            | (fr. Amblève)                                                         |
| 6      | Büllingen    | 150,48     | 5.471            | (fr. Bullange)                                                        |
| 7      | Burg-Reuland | 108,96     | 3.948            |                                                                       |
| 8      | Bütgenbach   | 97,31      | 5.610            | (fr. Butgenbach)                                                      |
| 9      | Sankt Vith   | 146,93     | 9.242            | (fr. Saint-Vith)                                                      |

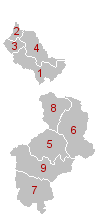

Los municipios de Malmedy y Weismes (fr. "Waimes") pertenecen a la administración de la Comunidad Francesa de Bélgica. En ocasiones, los nueve "municipios alemanes", junto con los municipios de Malmedy y Weismes son llamados por su pasado político común como Bélgica "Oriental", "Cantones del Este", "Eupen-Malmedy-St-Vith" o "Eupen y Malmedy".

### Competencias

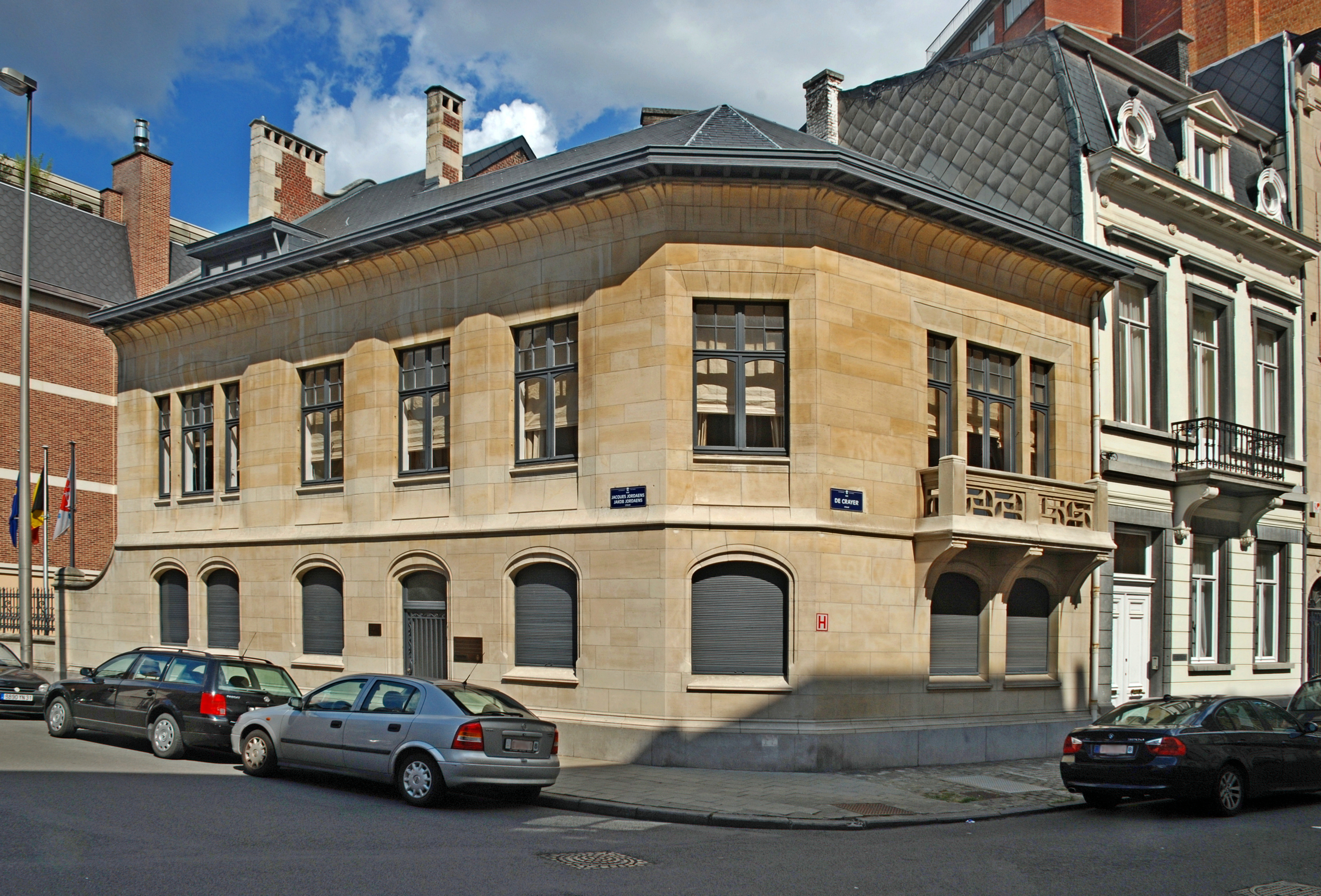
Hôtel De Brouckère, Oficina de la Comunidad germanófona de Bélgica en Bruselas

Por un lado, la Comunidad germanófona tiene competencias en materia de asuntos culturales, asuntos personales, educación, cooperación entre comunidades y cooperación internacional en las materias mencionadas, así como en la regulación del uso de las lenguas para la enseñanza en los centros creados, subvencionados o reconocidos por los poderes públicos. La Comunidad germanófona también tiene derecho a ejercer determinadas competencias en su propio territorio.
Por otro lado, tiene derecho a ejercer ciertas competencias de la Región Valona en su propio territorio. Por ello, la Comunidad germanófona es también responsable de la protección de monumentos y paisajes (desde 1994), de la política de empleo (desde 2000), de la supervisión y financiación municipal (desde 2005), del turismo (desde 2014) y de la vivienda, la ordenación del territorio y los aspectos de la política energética (desde 2020).
En el marco de la futura reforma del Estado, la Comunidad germanófona pretende que la zona de lengua alemana se separe de la Región Valona y se convierta en el cuarto Estado constituyente belga en igualdad de condiciones con Flandes, Valonia y Bruselas.
Desde septiembre de 2019, los habitantes de la comunidad tienen derechos políticos ampliados, más que en cualquier otro lugar de Europa, aparte de algunas zonas de Suiza. Los ciudadanos obtienen el poder en la Bélgica de habla alemana, titula De Standaard. En Eupen, pronto se consultará permanentemente a los ciudadanos, escribe Le Soir. El Grenz-Echo habla de un diálogo ciudadano permanente. El 25 de febrero de 2019, el Parlamento de la Comunidad germana aprobó por unanimidad un decreto que en el futuro dará a los ciudadanos una amplia participación en la configuración de la política cotidiana.

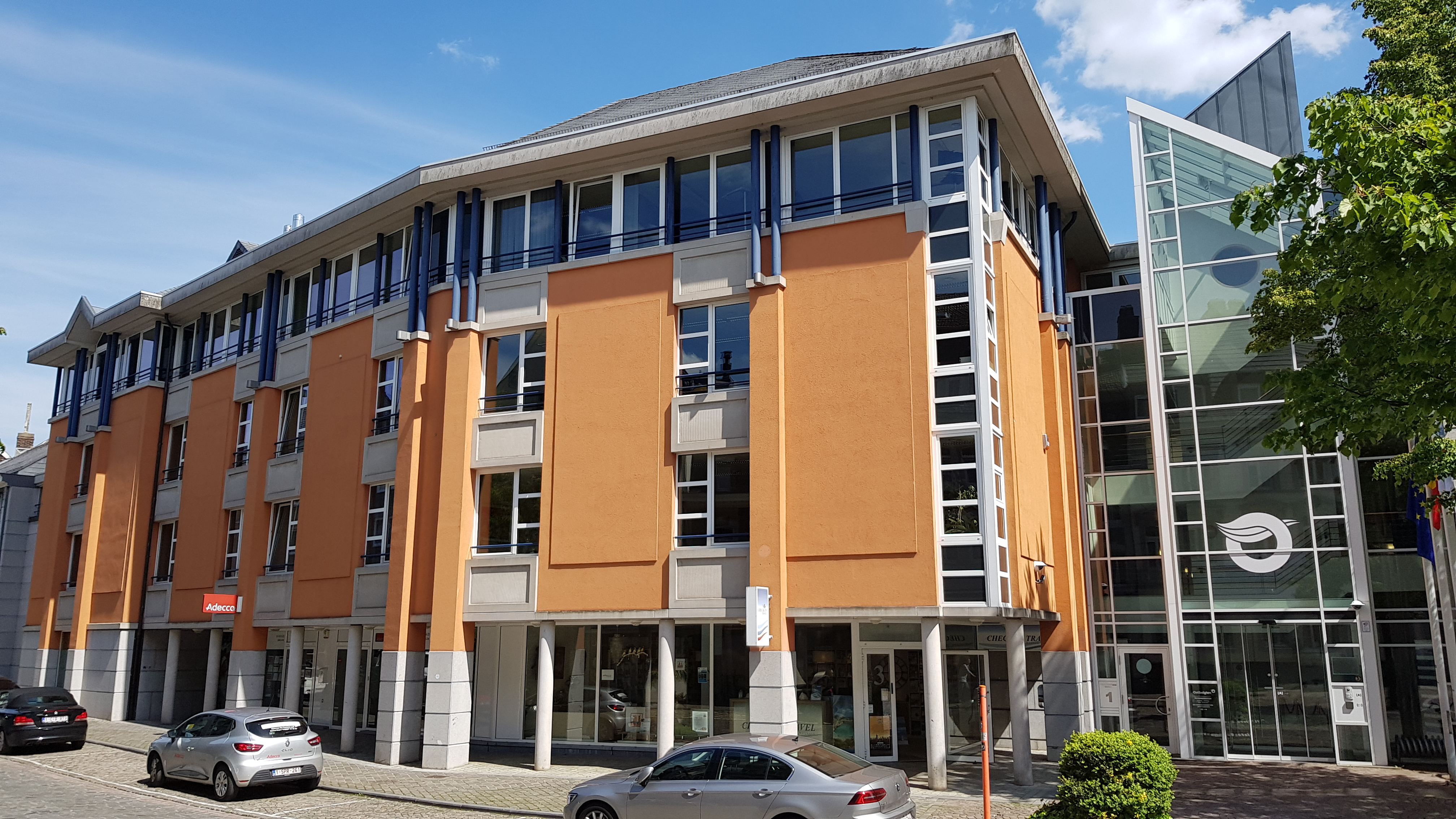
Edificio del Ministerio de la Comunidad germanófona en Eupen, Bélgica

### Ministerio de la Comunidad
El Ministerio de la Comunidad germanófona (Ministerium der Deutschsprachigen Gemeinschaft) también denominado Ministerio de la DG y abreviado MDG) es la administración pública de la Comunidad Germanófona de Bélgica (DG), con sede en Eupen. Se creó en el marco de la segunda reforma del Estado belga de 1984, después de que la DG recibiera su propio ejecutivo, el Gobierno de la Comunidad germanófona. Como autoridad administrativa, el Ministerio depende del Gobierno. Prepara las decisiones del Gobierno y luego garantiza su aplicación administrativa. Así pues, el Ministerio de la DG aplica tanto las normas jurídicas (decretos) aprobadas por el Parlamento de la Comunidad germanófona como las decisiones gubernamentales (decretos).
El Ministerio de la DG cuenta con unos 350 empleados y tiene su sede en el nuevo complejo de edificios de Gospertstraße 1-15, construido a principios de la década de 2000 y al que se añadieron, en cuanto a construcción y función, las casas adyacentes de Gospertstraße 17 y Klötzerbahn 27, adquiridas por la DG y catalogadas. El Ministerio dispone asimismo de una sucursal en Sankt Vith (centro de servicios de la DG), en Bruselas (representación de la Comunidad germanófona de Bélgica en Bruselas) y de la Delegación conjunta de la DG, la Comunidad francesa y la Región valona en Berlín.
Desde una reforma administrativa el 1 de septiembre de 2012, el Ministerio de la Comunidad Germanófona cuenta con una organización matricial, al frente de la cual se encuentra un Consejo de Dirección compuesto por un Secretario General y dos Secretarios Generales Adjuntos.

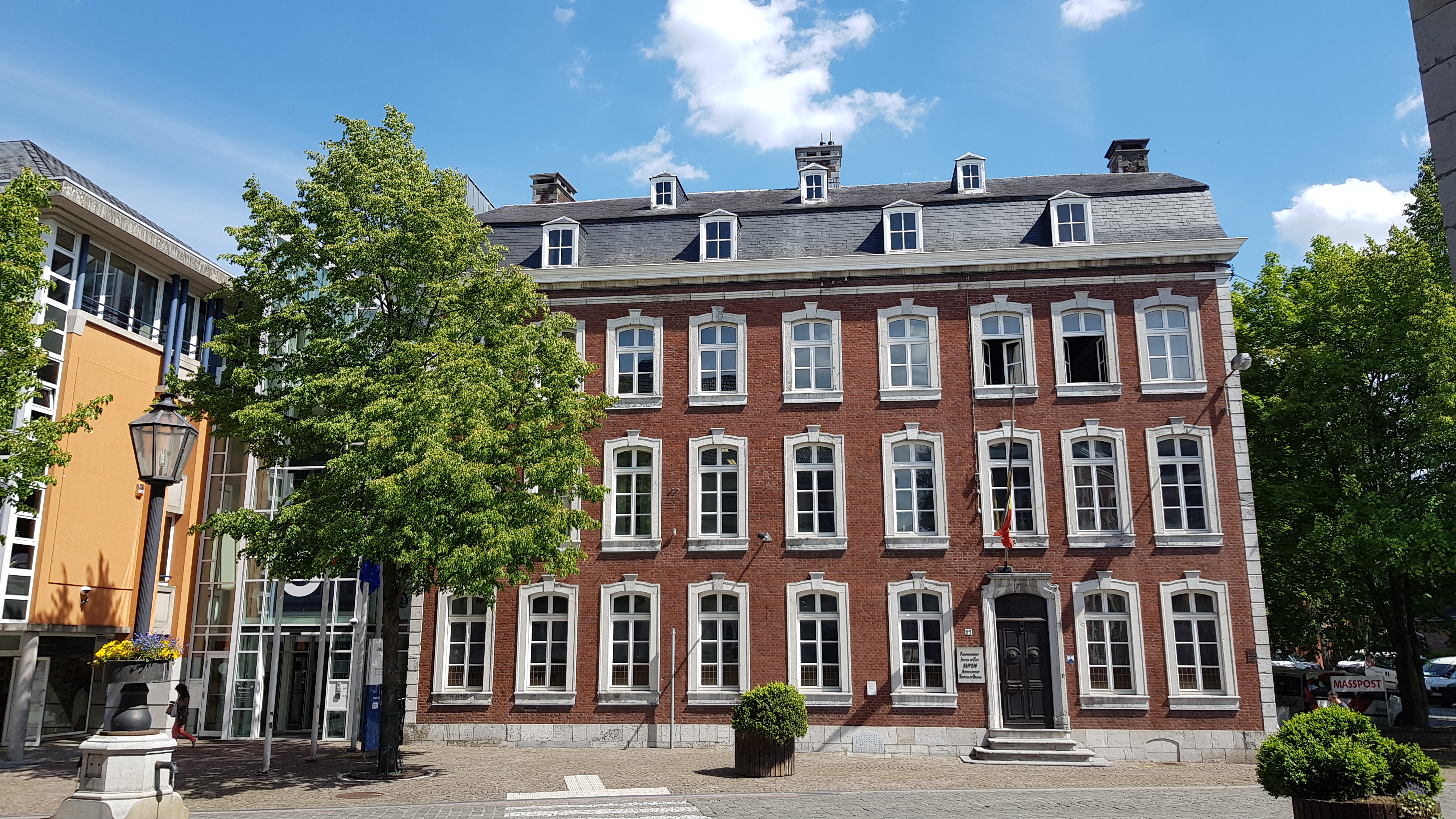
Klötzerbahn 27 edificio que es parte del complejo del Ministerio de la Comunidad germanófona.

Debido a la desaparición de los antiguos departamentos superiores, el ministerio se divide directamente en 16 departamentos especializados, que forman los servicios de la administración principal:
- Departamento de Educación y Organización de la Enseñanza
- Departamento de Relaciones Exteriores y Desarrollo Regional
- Departamento de Empleo
- Departamento de Finanzas y Presupuesto
- Departamento de Sanidad, Familia y Tercera Edad
- Departamento de Tecnologías de la Información
- Departamento de Infraestructuras
- Departamento de Bienestar de la Juventud
- Departamento de Comunicación
- Departamento de Cultura, Juventud y Educación de Adultos
- Departamento de Autoridades Locales y Registro
- Departamento de Educación
- Departamento de Personal y Organización
- Departamento de Asuntos Sociales
- Departamento de Deporte, Medios de Comunicación y Turismo
- Departamento de Personal Docente

Además de los departamentos tradicionales, hay tres servicios con gestión separada adscritos al Ministerio:
- Servicio con gestión separada de Centros comunitarios
- Servicio con gestión separada del Centro de medios de comunicación de la Comunidad germanófona
- Servicio con gestión separada para la logística en materia de educación

Las representaciones en Bruselas y Berlín están subordinadas al Departamento de Relaciones Exteriores y Desarrollo Regional.

## Demografía

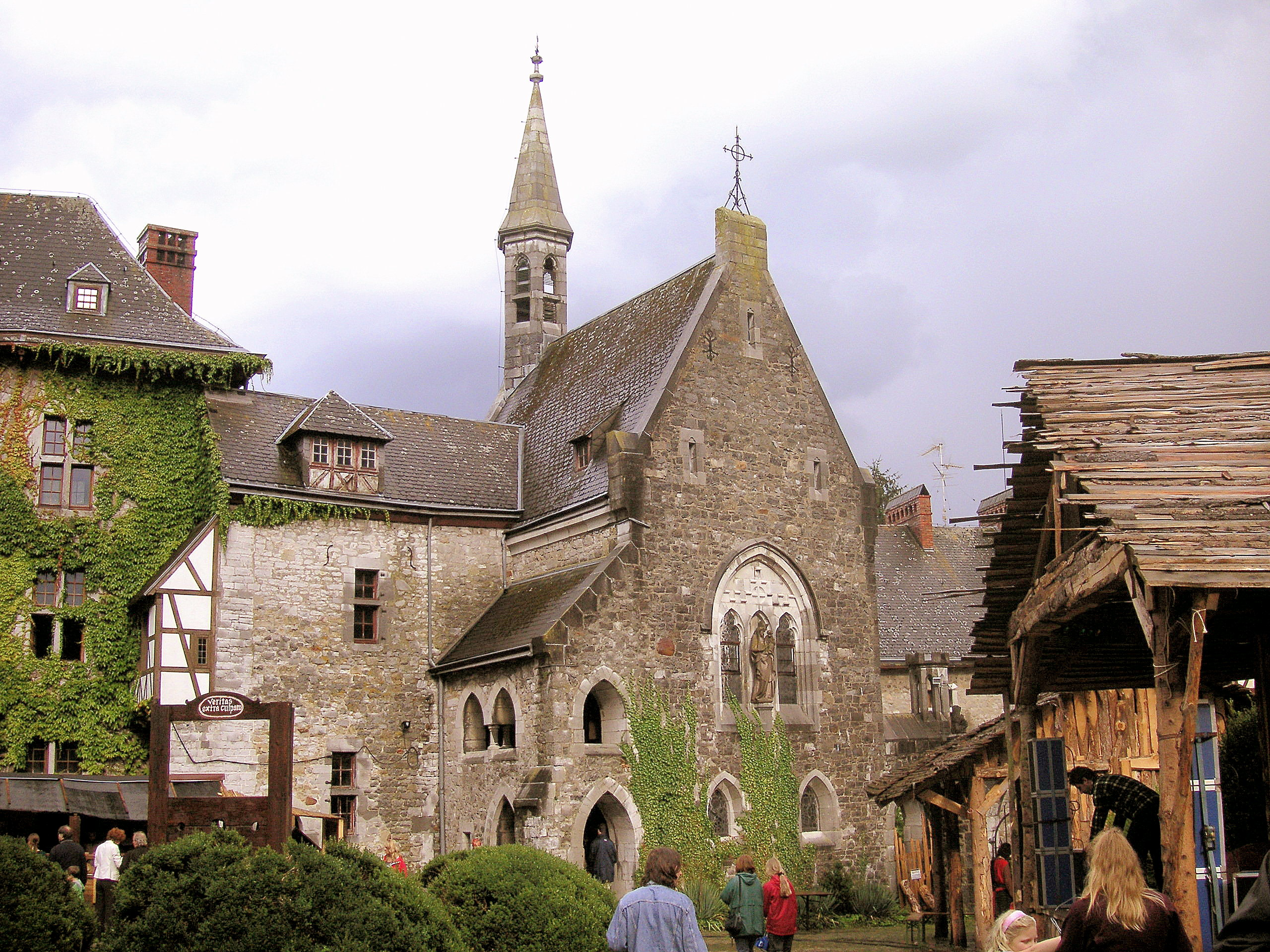
El Municipio de Kelmis

En 2007 vivían en el área de la comunidad de habla alemana 73 675 habitantes (86,3 habitantes / km²). Sin embargo, la densidad de población en el cantón de Eupen (norte) y en el cantón de St. Vith (sur) es muy diferente:
- El Municipio de KelmisDistrito de Eupen: 44 159 habitantes - 196,4 habitantes / km²
- Distrito de St. Vith: 29 516 habitantes - 46,9 habitantes / km²

La brecha demográfica Norte-Sur es particularmente evidente cuando se compara el norte y el sur de la comunidad:
- El municipio más densamente poblada es Kelmis (577,9 habitantes / km²);
- El municipio con menor densidad de población es Büllingen (36,2 habitantes / km²).

En comparación, la densidad de población asciende a 346,7 en Bélgica, a 204,0 en Valonia y a 452,4 en Flandes. Los hombres representan el 49,72% con una proporción ligeramente menor de la población total de la comunidad de habla alemana, las mujeres son la mayoría con 50,28%.

### Idiomas
Los habitantes de la Comunidad Germanófona están distribuidos lingüísticamente en diferentes grupos dialectales interestatales:
- En el cantón de Eupen: Lenguas bajofranconias (Limburgischen) y Ripués
- En el cantón de San Vito: Fráncico moselano (Moselfränkischen) y Ripués

Por lo demás, el idioma estándar del alto alemán (o alemán) se utiliza en gran medida en las administraciones, las escuelas, la vida eclesiástica y las relaciones sociales.

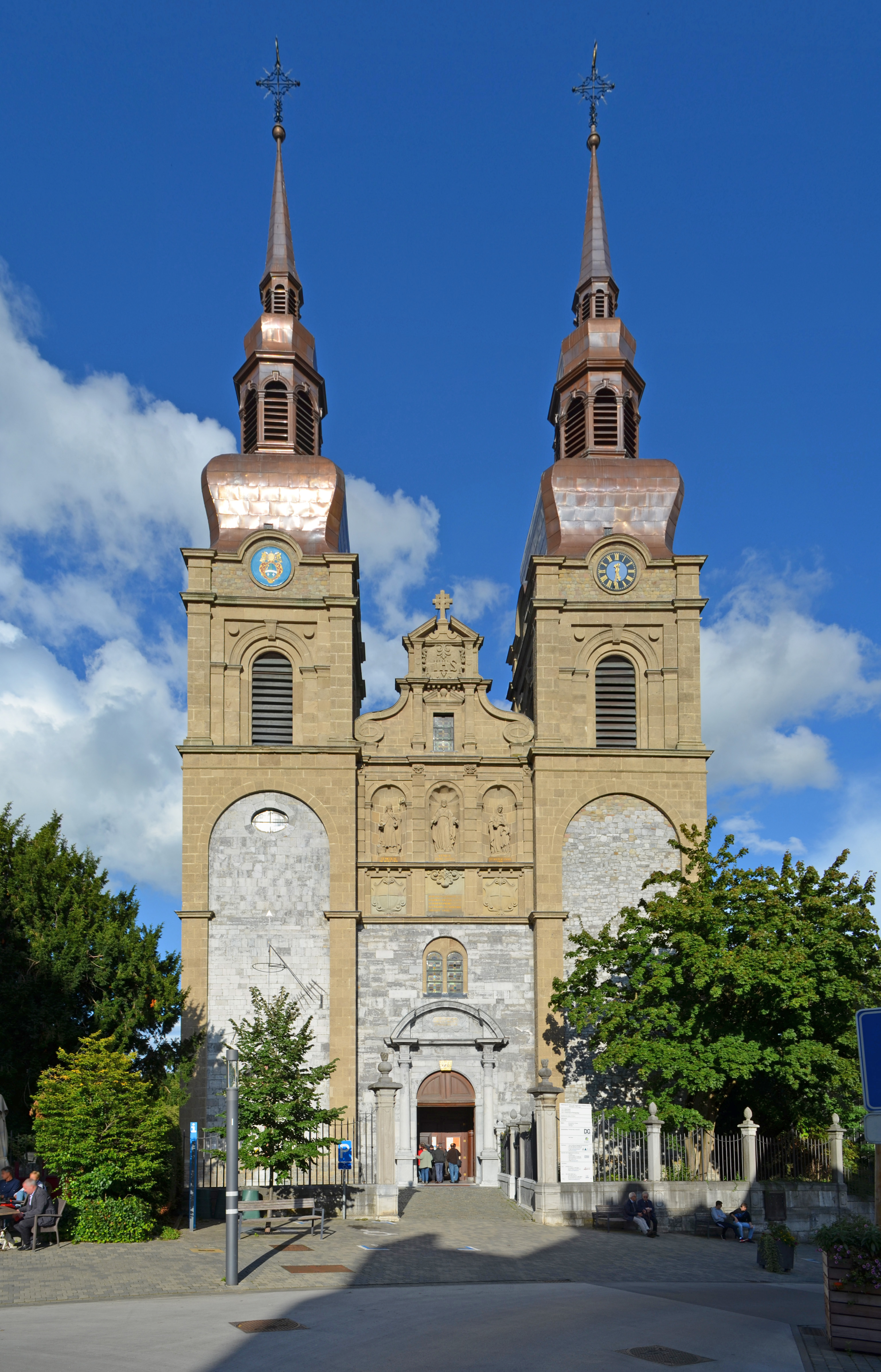
Iglesia católica de San Nicolás (St.-Nikolaus-Kirche), Eupen, Comunidad Germanófona de Bélgica.

La mayor minoría de la población en esta región, principalmente en los municipios del norte de Kelmis, Lontzen y Eupen, son los belgas francófonos.
En 2009 la Comunidad Germanófona recibió el Premio Institucional de la Lengua Alemana y en 2011 se unió a la Asociación de la Lengua Alemana como miembro corporativo.

### Religión
En la comunidad de habla alemana la población en su mayoría profesa el cristianismo con gran importancia para la Iglesia católica. El área se divide en tres decanatos con 32 parroquias, que pertenecen a la diócesis de Lieja. Además, hay una considerable minoría protestante, perteneciente en su mayoría a la Iglesia Protestante Unida de Bélgica (Vereinigten Protestantischen Kirche von Belgien).
La diócesis de Eupen-Malmedy (inicialmente Administración Apostólica de Eupen-Malmedy-Sankt Vith) es una antigua diócesis católica latina belga, que existió entre 1919 y 1925, y que incluía los Cantones del Este.
La efímera diócesis de Eupen-Malmedy (Bistum Eupen-Malmedy; Dioecesis Eupensis et Malmediensis) fue una de las tres antiguas diócesis belgas, y la única sede de este tipo en la Bélgica actual que no ha sido creada como sede titular.
La jurisdicción se estableció en 1919 como Administración Apostólica de Eupen-Malmedy-Sankt Vith (una jurisdicción de tipo pre-diocesano normalmente misionera), en el territorio alemán ocupado por Bélgica, escindido canónicamente de la Archidiócesis Metropolitana de Colonia (Köln) y confiado al Arzobispo Sebastiano Nicotra (1919 - 1920.07.30), entonces nuncio apostólico, representante de la Santa Sede, ante el gobierno belga y la Iglesia Católica en Bélgica.
Las zonas alemanas de Eupen y Malmedy fueron transferidas por la potencia derrotada del Eje, Alemania, al Reino aliado de Bélgica en 1920, de conformidad con el Tratado de Versalles, como parte de la cuantiosa compensación (además de los enormes pagos de reparación) por las pérdidas que el país había sufrido durante la conquista y la ocupación en la Primera Guerra Mundial.
El 15 de abril de 1925, por decisión de la Iglesia, la diócesis fue suprimida y su territorio se fusionó con la diócesis de Lieja, tras otra bula papal. Los tres decanatos, Eupen, Malmedy y Sankt-Vith pasaron a formar parte de la diócesis de Lieja. La catedral de Malmedy mantendría el estatus de catedral, también después de 1925.
El convento de Heidberg (Kloster Heidberg) es una institución educativa cristiana en Eupen y el único testimonio de la cultura constructiva monástica del siglo XVIII en la Comunidad de habla alemana. El lugar fue construido en varias etapas entre 1700 y 1727 como casa madre por la Orden de las Hermanas Franciscanas del Sagrado Corazón de Jesús, Recoletas, fundada en 1623, y a partir de 1854 fue dotado de la Iglesia del Sagrado Corazón de estilo neogótico en lugar de la pequeña capilla original. En 1966, el lugar fue abandonado como casa madre de la orden y la administración se trasladó a Ramersdorf, cerca de Bonn.
Entre 1918 y 1996, el complejo del monasterio sirvió, entre otras cosas, como liceo y luego, tras la fusión con el Collège Patronné, como Escuela Secundaria Padre Damián de Eupen. Después de que el complejo pasara a ser propiedad del gobierno de la Comunidad germana en 2007, se convirtió en un centro de seminarios y eventos y se reabrió en 2014.
Los edificios del antiguo monasterio están catalogados como protegidos desde 1992.

### Educación

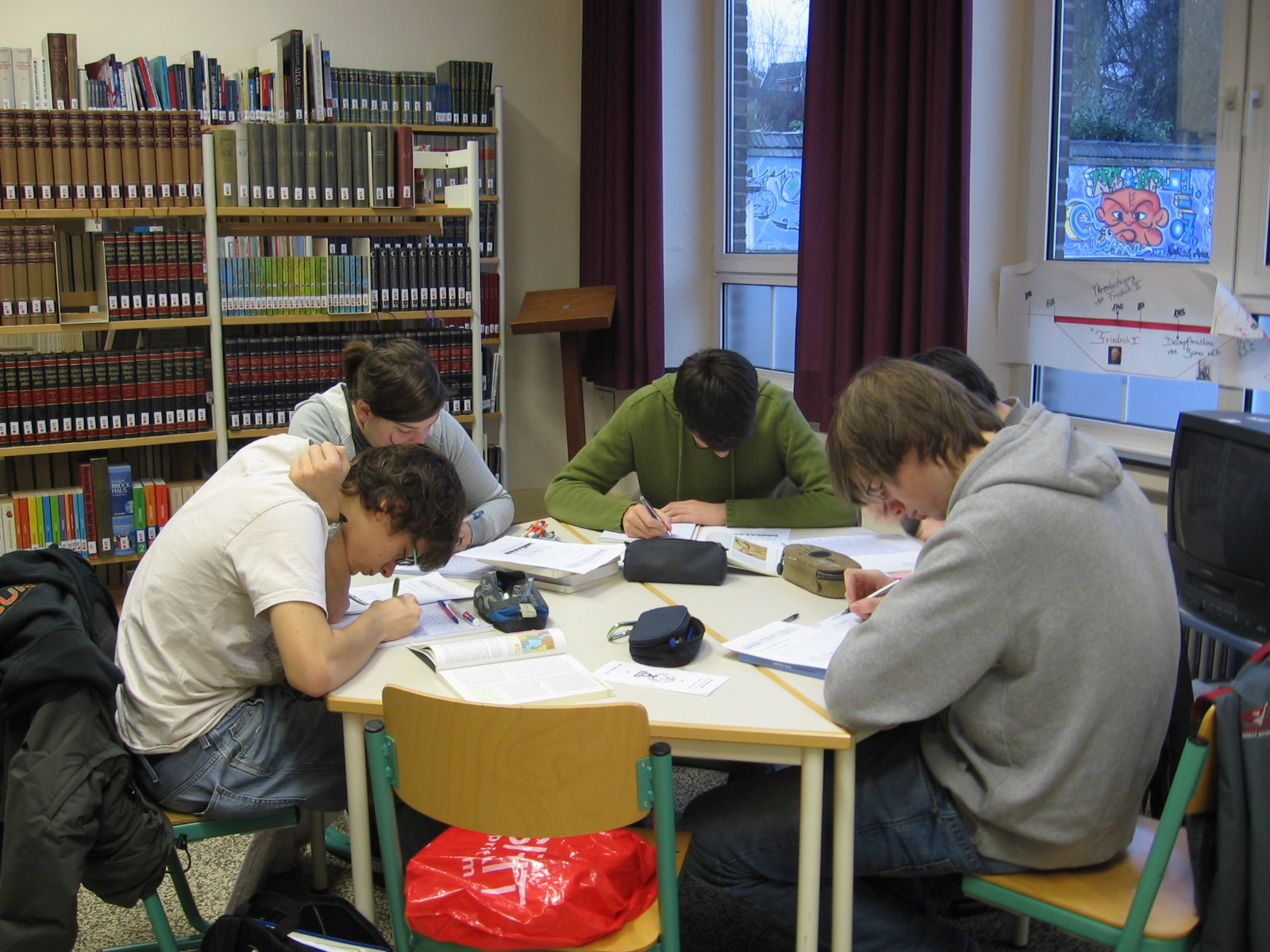
Estudiantes en la mediateca de la Escuela Secundaria Padre Damián (Pater-Damian-Sekundarschule)

La Universidad Autónoma de Bélgica Oriental (AHS), con sede en Eupen, es la única universidad de la Comunidad germanófona de Bélgica. Se fundó el 1 de julio de 2005 con el nombre de Autonome Hochschule in der Deutschsprachigen Gemeinschaft (Universidad Autónoma de la Comunidad de Habla Alemana) a partir de tres universidades ya existentes. El cambio de nombre a Universidad Autónoma de Bélgica Oriental tuvo lugar el 1 de febrero de 2020. El AHS está bajo los auspicios de un consejo de administración y ofrece programas de licenciatura en Enfermería, Enseñanza Primaria, Enseñanza Infantil, Contabilidad y Administración Pública y Empresarial en tres departamentos. Además de la formación inicial, la universidad organiza la formación complementaria y el perfeccionamiento del personal docente y de enfermería. La evaluación externa de las escuelas primarias y secundarias de la Comunidad de habla alemana y el Instituto de Educación Democrática se encuentran en la AHS.
La Universidad Autónoma de Bélgica Oriental ofrece formación complementaria para profesores del nivel infantil, primaria, secundaria y para la universidad. Además, existen grupos de asesoramiento especializados para las asignaturas de enseñanza de alemán, matemáticas, francés, historia, geografía, música, arte y medios de comunicación, así como para el sector de los jardines de infancia. El trabajo de estos grupos pretende ser un apoyo para los profesores y maestros de jardín de infancia y debe contribuir a mejorar la calidad de la escuela y la enseñanza a largo plazo. Además de los profesores de la AHS, cada grupo está formado por un representante del Departamento de Educación del Ministerio de la Comunidad Alemana, así como por un profesor de la escuela primaria o secundaria.

La Universidad Autónoma es una escuela asociada al Pôle académique Liège-Luxembourg. En el ámbito de la educación primaria se colabora con la Universidad de Formación del Profesorado de Schaffhausen y en el de la educación curativa con la Universidad Intercantonal de Ciencias Aplicadas para la Educación Curativa de Zúrich en Suiza. En el ámbito de la formación del profesorado, existe un acuerdo de cooperación con SCRIPT del Gran Ducado de Luxemburgo. En el ámbito de las ciencias de la salud y la enfermería, existe una estrecha colaboración entre las universidades y otras instituciones educativas de Bélgica y de las distintas regiones de la eurorregión Meuse-Rhine. Pero también existe una cooperación y colaboración esporádica a nivel de intercambio de estudiantes con hospitales de Viena, Hamburgo, Stuttgart, Berlín, Berna, Madrid y Marsella.

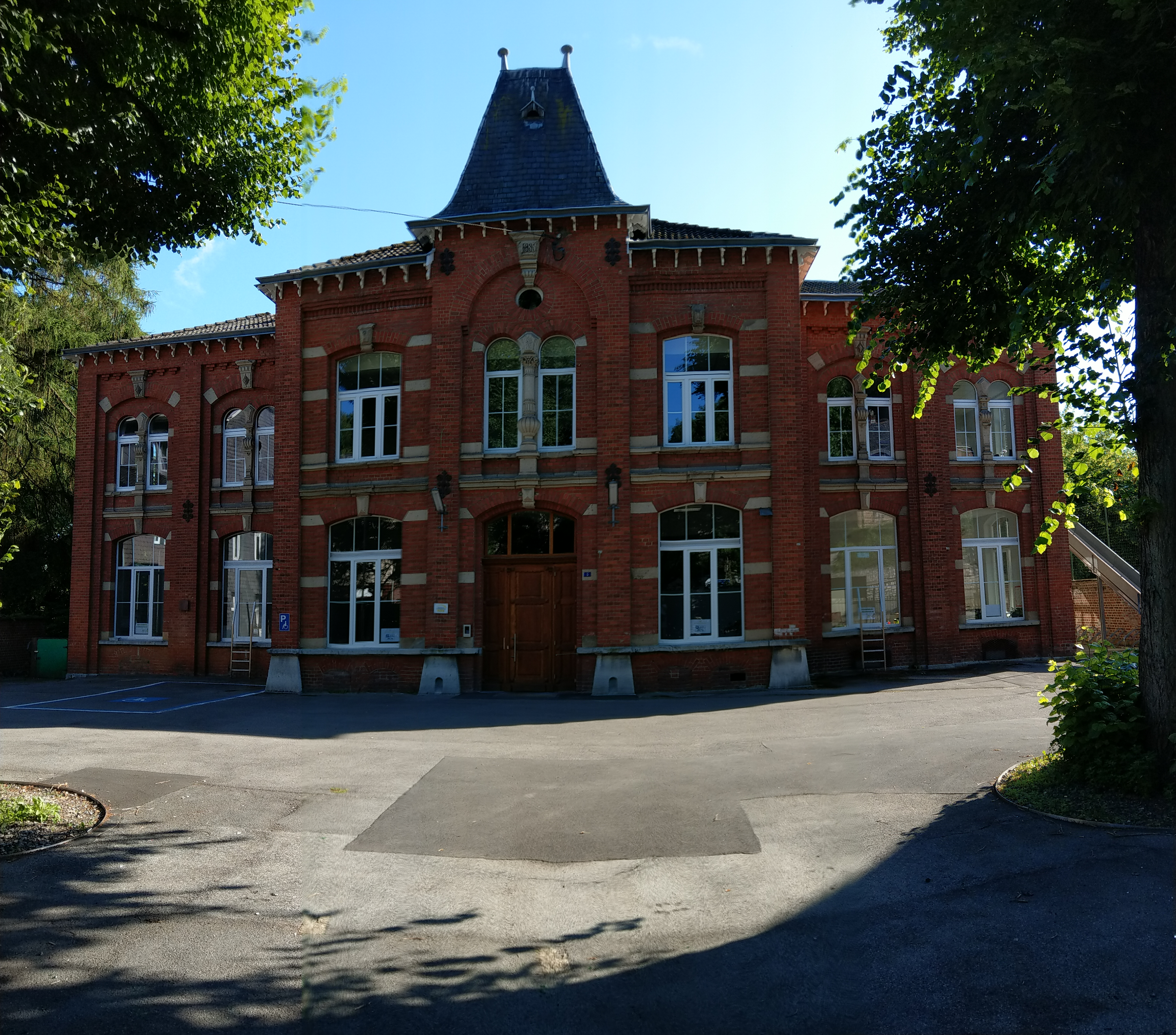
Jardín de infancia (Kindergarten) construido en 1885.

Los estudiantes universitarios de Bélgica y del extranjero que cursan estudios relacionados con la enseñanza general, la formación de profesores de primaria, la formación de profesores de guardería o la formación de enfermeros tienen la oportunidad de realizar parte de sus estudios en el AHS de Eupen. Los estudiantes del AHS también pueden complementar sus estudios con una estancia en Bélgica o en el extranjero. El AHS participa en los proyectos Erasmus+ y Erasmus Bélgica.
La infraestructura del AHS incluye aulas y salas de conferencias con equipamiento moderno, un pabellón deportivo, salas de trabajo para los profesores, una mediateca, así como una cafetería y una cantina.
La mediateca es accesible a todos los estudiantes de la universidad, así como a los profesores y educadores de la comunidad germanófona. Actualmente contiene 32.000 soportes y cuenta con material sobre las áreas temáticas de ciencias de la educación y ciencias de la salud y la enfermería. Todos los profesores tienen acceso, mediante una tarjeta de mediateca, al servicio de medios de comunicación "EDMOND" de los Centros Regionales de Medios de Comunicación de Renania, que ofrece medios audiovisuales en formato digital.

## Deporte
Como en el resto de Bélgica y los países vecinos como Alemania el deporte más popular es el fútbol. El club de fútbol KAS Eupen, un club de la Comunidad germanófona de Bélgica jugó por primera vez en la Pro League, la división más alta de Bélgica, en la temporada 2010/11. En la temporada 2015/16, el club ascendió por segunda vez a la Primera División. 

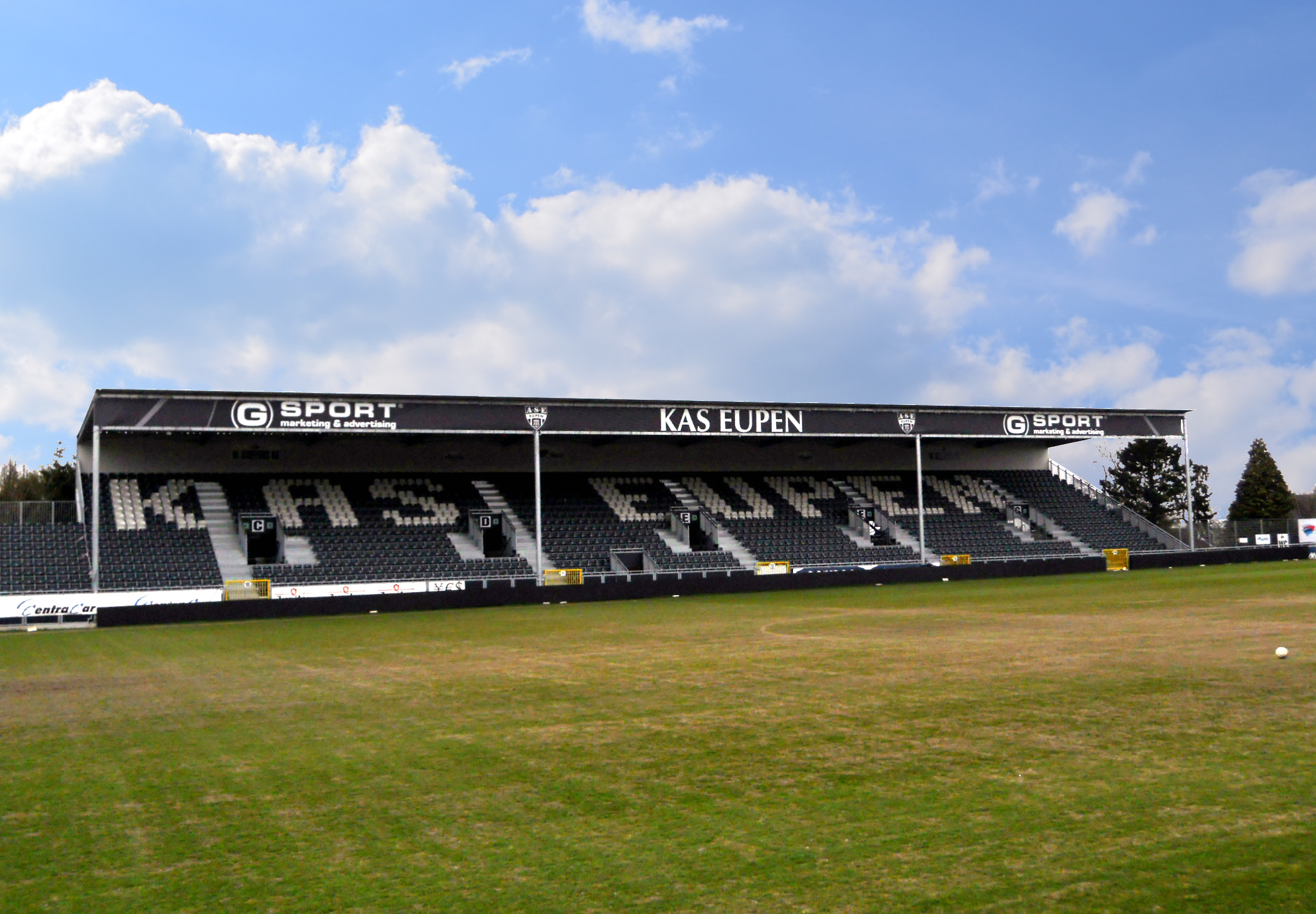
El estadio Kehrweg o Kehrwegstadion en Eupen

Cuando se fundó el club en 1945, el "AS" de su nombre correspondía a la denominación francesa Alliance Sportive (Asociación Deportiva). En los años de posguerra, los belgas de habla alemana parecían preferir un nombre francés para el club. Más tarde, cuando se buscó una abreviatura en alemán (ya que Eupen es de habla alemana), se encontró que Allgemeine Sportvereinigung era la más adecuada. Ya no querían cambiar las iniciales. Después de que la AS se convirtiera en real en 1995, el nombre del club se cambió a "Real Asociación Deportiva General Eupen" (KAS Eupen).
El club se fundó el 9 de julio de 1945 con el nombre de AS Eupen y se formó a partir de la fusión de Jugend Eupen y FC Eupen 1920. Las raíces del club se remontan, pues, a principios del siglo XX a través de sus clubes predecesores. El club comenzó en la liga provincial en la temporada 1945/46 y, tras las dificultades iniciales, fue capaz de luchar por ascender de forma constante. En la temporada 1969/70, el club ascendió a la segunda división belga.
La mascota de KAS Eupen es un oso panda.
Los Roller Bulls Ostbelgien de Sankt Vith juegan en la Bundesliga alemana de baloncesto en silla de ruedas. El HC Eynatten ha sido campeón y ganador de la copa belga de balonmano en varias ocasiones.
La Asociación de Clubes de Gimnasia de Habla Alemana de Bélgica participa, entre otras disciplinas, en el Euregiostützpunkt Rhönradturnen.

## Cultura
El carnaval se celebra anualmente en las comunidades de habla alemana, con una fuerte orientación hacia el carnaval de Aquisgrán.

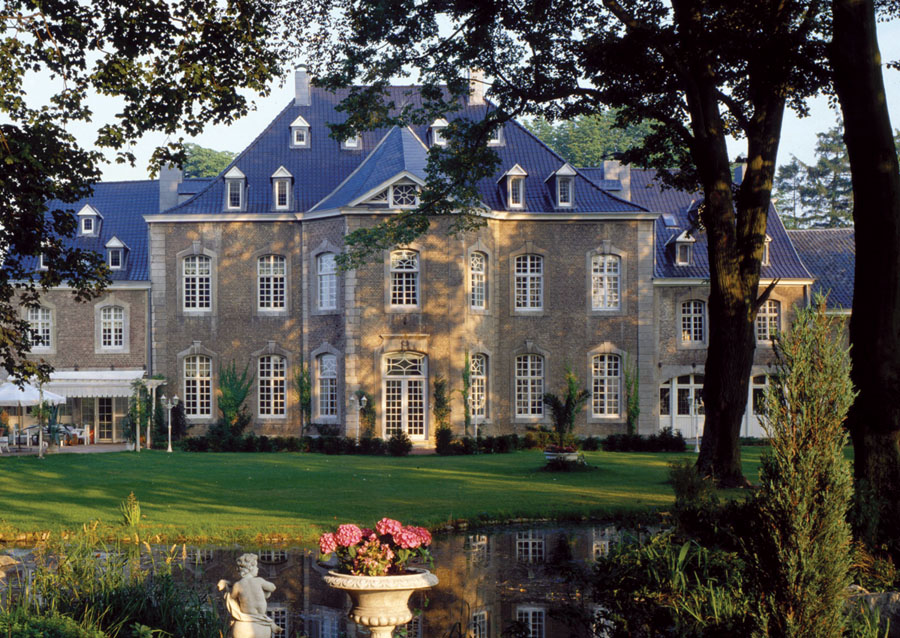
El Castillo Thal, Comunidad Germanófona de Bélgica

Tras su fundación en 1992, el Festival de Bélgica Oriental (OstbelgienFestival) inició su primera y exitosa temporada en el otoño de 1993. El concepto de repartir diez conciertos de primera clase por toda la región fue muy bien recibido por el público. También desempeñó un papel importante la idea de dejar atrás las salas de conciertos habituales y abrir a un público más amplio espacios de gran valor acústico y arquitectónico con su ambiente especial. Mientras tanto, cada año se celebran entre 12 y 17 conciertos en toda la Comunidad germanófona de Bélgica y en las comunidades vecinas de Malmedy y Stavelot. De la dirección artística se encarga el editor musical de la BRF Hans Reul, el director general fue Joseph Schroeder de 1993 a 2011 y desde 2012 es Daniel Hilligsmann.
En Eupen, Chudoscnik Sunergia organiza desde 1991 el Maratón Musical de Eupen (Eupen Musik Marathon), en el que han actuado grandes artistas locales y extranjeros como BAP, Reamonn, Beatsteaks, Guano Apes, Jupiter Jones, Juli o Rea Garvey. Además, a lo largo del año se celebran otros eventos, como el festival internacional de teatro de calle "HAASte Töne?" en la Ciudad Baja.
Cada dos años, hasta 2014, se celebraba el Hergenrather Blumenkorso, un desfile con carrozas decoradas con flores que atraía hasta 20.000 visitantes en su momento álgido.
El panorama museístico de la Comunidad germana es también muy variado. Además del Museo de la Ciudad de Eupen (Stadtmuseum Eupen) y el Museo de la Cerámica de Raeren (Töpfereimuseum), está el IKOB - Museo de Arte Contemporáneo (Museum für zeitgenössische Kunst), otro museo cuyas exposiciones atraen la atención nacional e internacional.

### Medios de comunicación
Belgischer Rundfunk (BRF) es la cadena de radiodifusión pública belga de habla alemana. El periódico Grenz-Echo (estilizado GrenzEcho) es el diario en habla alemana de mayor circulación del país. Fue fundado en 1927 y su casa editora se encuentra en Eupen.

### Música

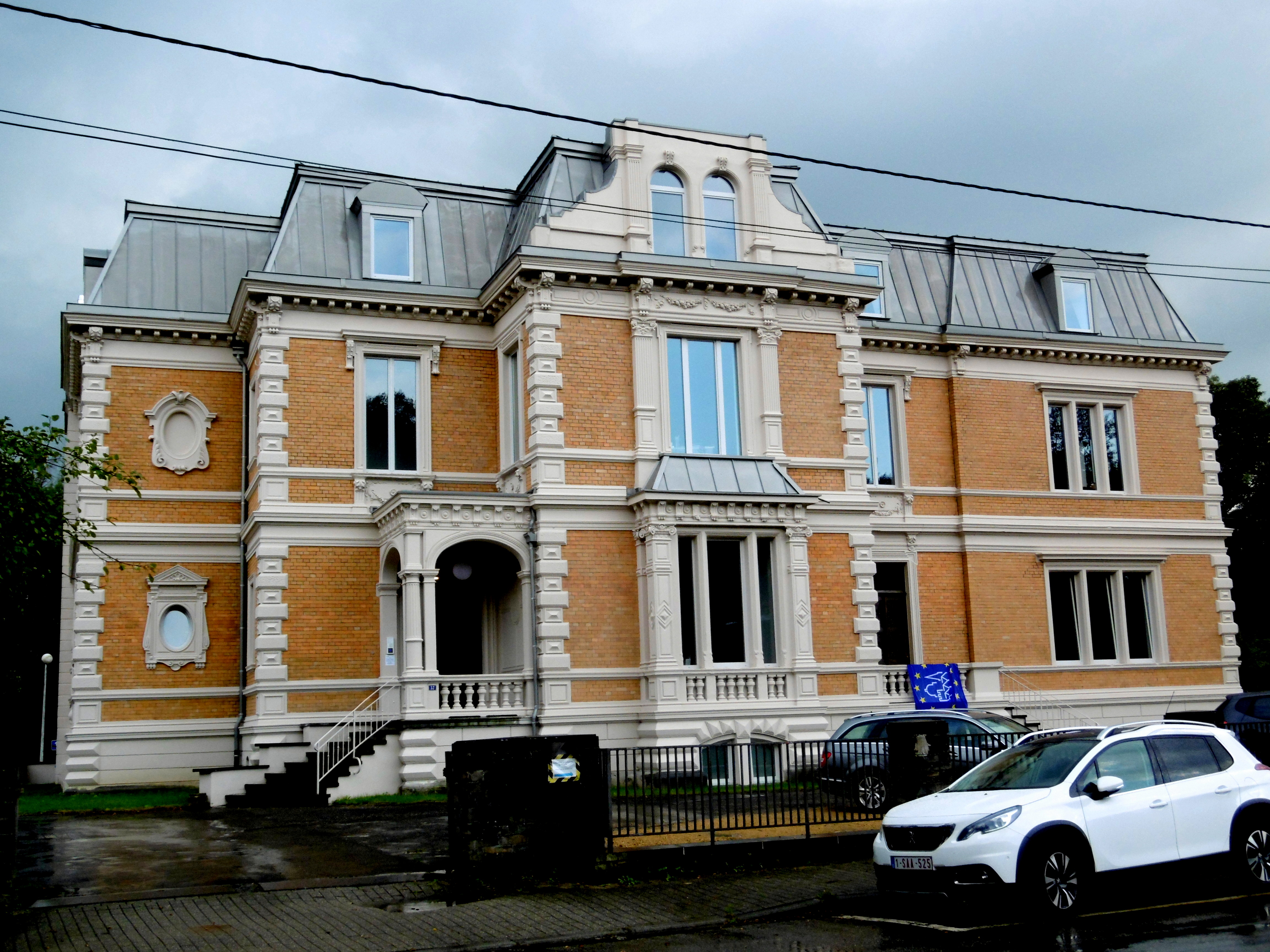
Villa Peters, la sede de la Academia de Música de la Comunidad

La Academia de Música de la Comunidad Germanófona de Bélgica (Die Musikakademie der Deutschsprachigen Gemeinschaft Belgiens) es una institución municipal de educación musical, lingüística y de danza, fundada en 1972 y situada en la antigua Villa Arthur Peters de Eupen. Es la mayor escuela de la Comunidad germanófona (DG), con unos 70 profesores y más de 1.200 alumnos en 25 disciplinas, así como sucursales en todos los municipios de Bélgica Oriental.
Después de que no hubiera escuelas de música en Bélgica Oriental hasta principios de los años 70, el periodista Willy Timmermann y el músico Paul Derwahl, en colaboración con las asociaciones de los consejos de padres de las escuelas municipales y las asociaciones de padres de las escuelas estatales, así como el Departamento de Cultura y el Födekam, iniciaron una encuesta con el objetivo de crear una institución de este tipo. Debido a la respuesta extremadamente positiva, el representante especial del ministro de Cultura francés, Johann Weynand, y el Ayuntamiento de Eupen, bajo la dirección del alcalde Reiner Pankert, iniciaron los pasos necesarios para la acreditación, la estructura y la ubicación y fundaron la "Academia de Música Eupen-Bütgenbach" el 1 de septiembre de 1972 como escuela de segunda categoría con sede en la Escuela Francesa en la Bergkapellstrasse de Eupen. 
Unos 350 alumnos y 17 profesores comenzaron las clases bajo la dirección del primer director y cofundador Paul Derwahl. Posteriormente, se crearon departamentos en Bütgenbach, Weywertz, Elsenborn, Nidrum, Rocherath y Hünningen, así como en Eynatten y Raeren. Ya en 1973, la escuela de música fue elevada a la primera categoría según la ley escolar belga. En 1985, la rama de la Academia de Música Aubel-Kelmis, fundada en Kelmis en 1970, se añadió como un departamento más.
Unos años más tarde, la escuela de música se trasladó a los locales de la antigua escuela de niñas y, posteriormente, a los de la escuela de niños de la Eupener Schulstraße. En 1991, fue necesario otro traslado, esta vez a la villa privada del empresario Alfred Bourseaux en Lascheterweg. Tras la venta de la villa y la exigencia de un alquiler anual de 30.000 euros por parte del nuevo propietario, el edificio tuvo que ser abandonado por razones de coste y la escuela de música se trasladó a las salas de la Kolpinghaus en la Bergstraße.
En 2008, el director del coro y músico de iglesia Hans-Georg Reinertz asumió el cargo de director. Un año más tarde, la escuela se incorporó al sistema educativo de Bélgica Oriental como "Academia de Música de la Comunidad Germanófona de Bélgica Oriental" y quedó bajo el patrocinio de la comunidad intercomunitaria de la DG. Esto le proporcionó una mejor protección jurídica, mejores condiciones marco y una puesta en común de los recursos, y desde entonces está representada por sucursales en las ciudades de Raeren, Büllingen, Bütgenbach, Kelmis, Lontzen, St. Vith, Amel y Burg-Reuland.
Debido a las estrechas condiciones de la Kolpinghaus, la dirección de la escuela tuvo que volver a buscar un nuevo local unos años más tarde. La Dirección General puso entonces a disposición la Villa Peters, que estaba vacía, e invirtió unos 2,8 millones de euros, el 20% de los cuales procedía de la ciudad de Eupen, en obras de restauración y renovación para dotar a la academia de música de una sede permanente. En abril de 2019, bajo la dirección del nuevo director y saxofonista Luc Marly, que lleva un año en el cargo, se ocupó finalmente y se inauguró oficialmente, y se presentó al público en general en junio de 2019 con una jornada de puertas abiertas y en septiembre de 2019 con la participación en el Día del Monumento Abierto.
Mientras tanto, sólo en Eupen unos 500 niños y jóvenes se acogen a la oferta de la escuela y más de 1.200 aficionados a la música de toda la DG reciben actualmente formación de unos 70 profesores, entre ellos el violinista y compositor Paul Pankert o el director de orquesta Gerhard Sporken.

### Archivos
Los Archivos Estatales de Eupen (Staatsarchiv in Eupen) son una de las 19 oficinas de los Archivos Estatales belgas.
Desde 1988, la oficina se encuentra en la casa Rehrmann-Fey, al borde de la plaza Werthplatz, cerca de la estación de tren de Eupen, provincia de Lieja, en la Comunidad de habla alemana.
En el contexto de la primera gran reforma del Estado belga, en 1973, se expresó por primera vez el deseo de crear un servicio de archivos para los territorios de habla alemana. No fue hasta 15 años más tarde, en 1988, cuando el ministro del Interior, Louis Tobback, y el ministro-presidente de la Comunidad Germanófona, Joseph Maraite, aprobaron la creación de un servicio de archivos en Eupen. Los Archivos Estatales recibieron espacios en la casa Rehrmann-Fey, al pie del Kaperberg, que es propiedad de la ciudad de Eupen y fue construida entre 1724 y 1728.
En abril de 1989, los archivos relativos al distrito judicial de Eupen fueron transferidos desde Lieja. En noviembre de ese mismo año se llegó a un acuerdo sobre la gestión de los bienes de archivo depositados en los Archivos Estatales de Eupen. Finalmente, en 1996, los Archivos Estatales de Eupen se convirtieron en un departamento independiente de los Archivos Estatales belgas y, desde 2013, forman parte de la dirección operativa de los Archivos Estatales de las provincias valonas. Ese mismo año, los Archivos Estatales recibieron salas adicionales en la casa Kaperberg 8, donde anteriormente se reunía el Parlamento de la Comunidad de Habla Alemana y que fue adquirida para este fin por el Estado belga.
Desde 2011, los Archivos Estatales de Eupen están dirigidos por Els Herrebout como sucesora del que fue su director durante muchos años, Alfred Minke. Fue asistida por el historiador René Rohrkamp como jefe de departamento adjunto de 2012 a 2014, y desde junio de 2017, el historiador y archivero Peter M. Quadflieg desempeña esta tarea.

## Monumentos
Como otras regiones de Bélgica el territorio tiene un rico patrimonio arquitectónico y cultural con números edificios protegidos ya se por su importancia histórica, arquitectónica o su valor para la cultura local.

La Casa Rehrmann-Fey (Haus Rehrmann-Fey)

### Casa Rehrmann-Fey
La Casa Rehrmann-Fey, también conocida simplemente como la Casa Rehrmann o Haus Rehrmann-Fey, es una antigua edificación en la ciudad de Eupen. El edificio de estilo barroco está ubicado en Kaperberg 2-4 y está protegido como monumento cultural desde el 3 de agosto de 1956.
En la actualidad, alberga la administración de una escuela y parte de los Archivos Estatales de Eupen, a los que se les han proporcionado más locales en la casa vecina Kaperberg 8 desde 2013. 
La Casa Rehrmann-Fey constituye un complejo cerrado de cuatro alas, cuyas estructuras de ladrillo encierran un patio interior. Hasta la década de 1930, había otras tres alas al noreste del edificio actual que cerraban un segundo patio. Cada ala tiene tres plantas y un tejado a cuatro aguas. Se apoyan en un zócalo de sillares regulares y son más bajos cuanto más altos.
La fachada de la calle del lado suroeste está dividida en diez ejes por ventanas rectangulares. Las ventanas tienen marcos de piedra azul en una secuencia de corte de dientes, y su alféizar solitario del mismo material está formado como una cornisa. El motivo de corte de dientes se repite en los sillares de las esquinas del edificio y en sus dos chimeneas. En el primer piso, las ventanas están acopladas. En la planta baja, en los cuatro ejes centrales se encuentran dos portales de arco de cesto con jambas de piedra azul de perfil monolítico. Sus piedras en forma de cuña muestran motivos lineales. Por encima de ellos hay una moldura de alero con un fuerte relieve. Probablemente renovado en el siglo XIX,

### Casa Rotenberg 33
La casa Rotenberg 33, es un monumento arquitectónico en Eupen. La casa original, de la que sólo se conserva la fachada este, fue construida en 1748 en estilo barroco. Durante muchos años formó parte del complejo del antiguo orfanato y residencia de ancianos y del posterior Hogar de San José, y ahora forma parte de la sección local de la Cruz Roja belga. La fachada que queda del edificio principal original fue catalogada como protegida en 1956.

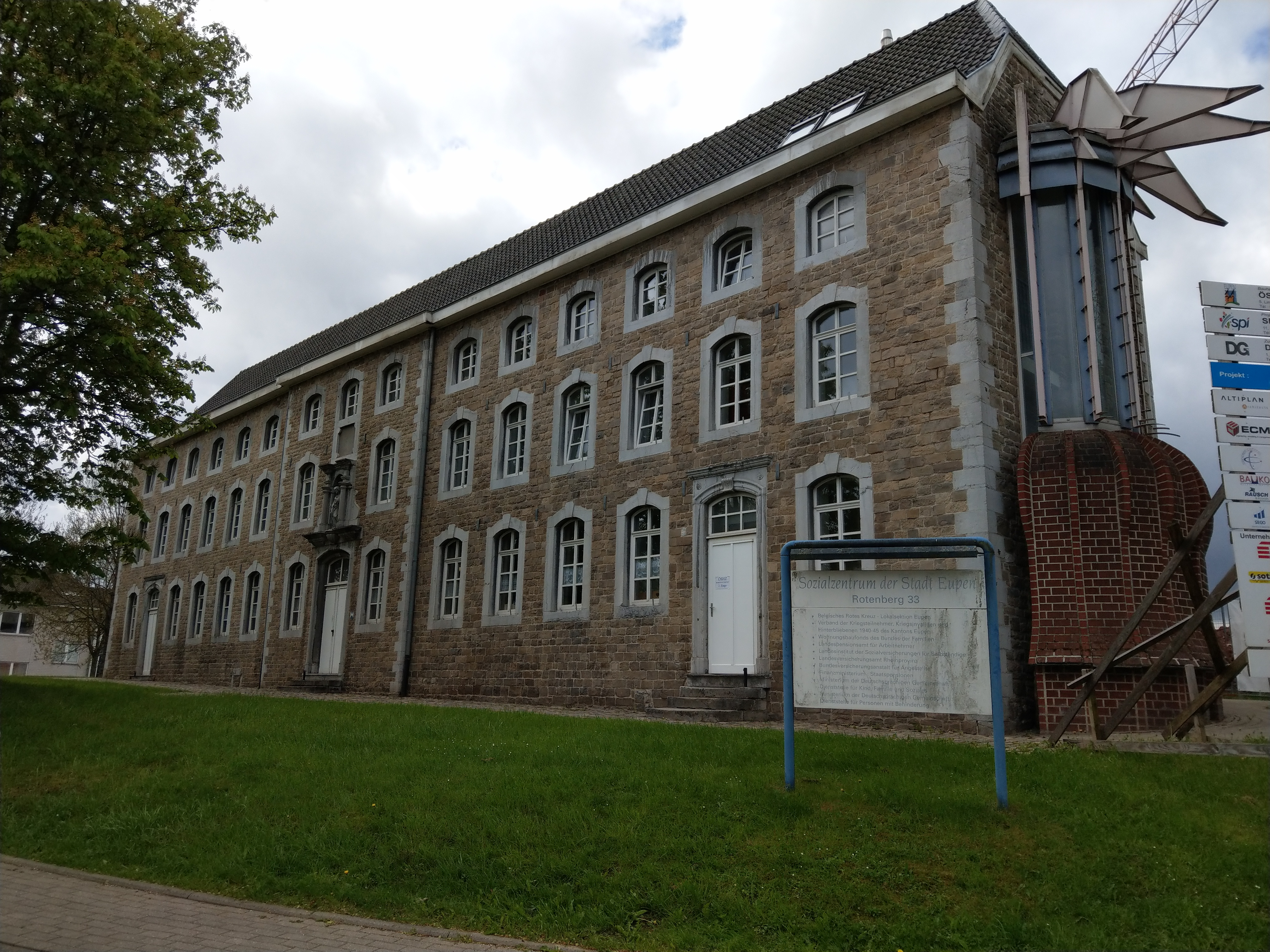
La Casa Rotenberg 33

La fachada realizada en piedra de cantera de arena y que data de 1748, está dividida simétricamente en quince ejes con tres plantas de altura decreciente, estando los tres ejes centrales diseñados como un risalit central. El estrecho edificio rectangular alargado está cubierto con un tejado a dos aguas sobre un tejado deslizante de hormigón sin buhardillas y sólo con una claraboya. Las esquinas laterales de la casa y el risalit central están acentuados por los sillares de esquina de piedra azul en una secuencia de corte de dientes. Las ventanas de arco escarzano con parteluz están enmarcadas por jambas también de piedra azul, cortadas en las esquinas superiores y con una piedra de cuña trapezoidal.
La entrada principal, con un marco de piedra azul perfilada y un dintel con arco de martillo y piedra en cuña, se encuentra en el eje central del risalit central y se accede a ella a través de dos escalones de piedra azul. En el piso superior, en lugar de la ventana, hay una hornacina en la que se encuentra una estatua de San José de Nazaret entre columnas con capiteles trabajados y amplias molduras. Bajo la ventana del piso superior, se encuentra una gran piedra cuadrada con esquinas cortadas en la pared, en la que se puede ver el monograma de Jesús con una aureola en relieve.

### Casa Ternell
Haus Ternell es un centro de información sobre la naturaleza y un antiguo albergue de guardabosques en el Hertogenwald belga, en el territorio del antiguo municipio de Eupen, al borde de las Hautes Fagnes.

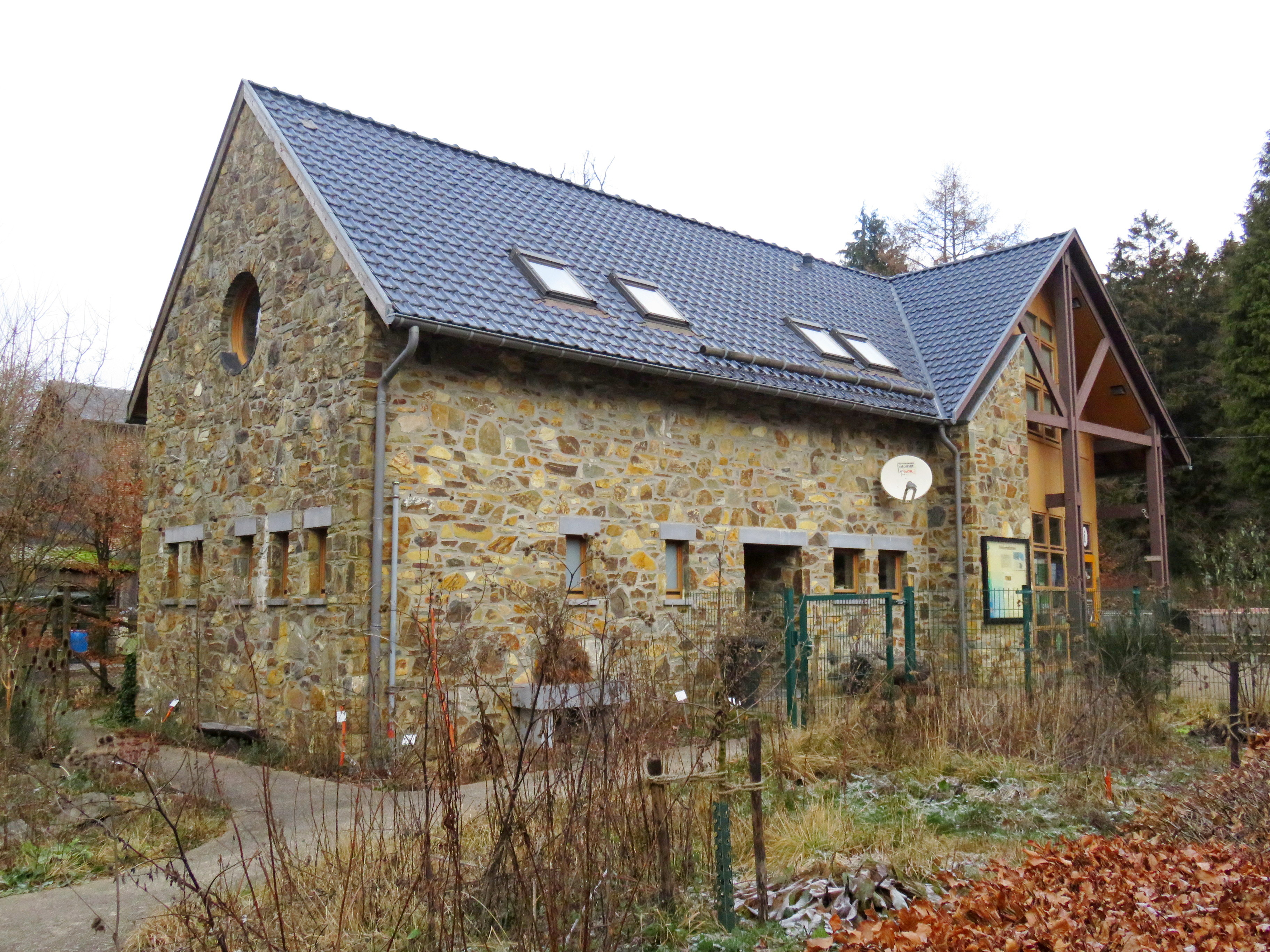
Casa Ternell

El Centro de la Naturaleza de Ternell/CRIE Eupen es una institución educativa de la Comunidad germanófona de Bélgica para la conservación de la naturaleza y el trabajo de relaciones públicas relacionado con la naturaleza. Desde 1999 también está reconocido como Centro Regional de Educación Ambiental de la Región Valona (CRIE: Centre Régional d'Initiation à l'Environnement de la Région Wallonne) Ternell está situado en la parte belga del Parque Natural de los Altos Fens-Eifel germano-belga y en las inmediaciones de la Reserva Natural de los Altos Fens.
El Centro de la Naturaleza de Ternell se encuentra en la carretera de Monschau N 67, que va de Eupen a Monschau, en la cresta entre el valle de la Colina y el valle de Getzbach.
Colecciones científicas
rocas y minerales locales, ejemplares de toda la fauna local en dioramas, vitrinas educativas (fauna y microflora), Colección de setas Además, en Ternell hay estaciones meteorológicas, un arboreto, así como un sendero natural y un colmenar[2].

## Símbolos
En 1989 se hizo una convocatoria de propuestas para la bandera y el escudo de armas de la Comunidad. Finalmente, el escudo de la Comunidad se diseñó fusionando elementos de las armas del Ducado de Limburgo (Herzogtum Limburg) y del Ducado de Luxemburgo (Herzogtum Luxemburg), a los que históricamente habían pertenecido las dos partes de la comunidad.
Un decreto adoptado el 1 de octubre de 1990 y publicado el 15 de noviembre de ese mismo año prescribe las armas, la bandera y los colores, así como el Día de la Comunidad germanófona de Bélgica, que debe celebrarse anualmente el 15 de noviembre.
El escudo, en blasón heráldico, es: Armas: De plata, un león rampante de gules entre nueve cinquefoils de azur. Escudo: Una corona real. La bandera muestra un león rojo junto con nueve cinquefoils azules sobre un campo blanco. Los colores de la Comunidad germana son el blanco y el rojo en posición horizontal.